# Сучасна українська література
Сучасна українська література — українська література останніх десятиліть, створена сучасними письменниками. У науковій літературі точно не зазначено, від якого моменту українську літературу слід вважати сучасною. Утім, під поняттям «сучасна українська література» найчастіше розуміють сукупність художніх творів, — написаних від часу здобуття Україною незалежності в 1991 році й дотепер. Таке розмежування зумовлене відмиранням після 1991 року загальнообов'язкового для митців СРСР стилю соціалістичного реалізму та скасуванням радянської цензури. Принципові зміни в українській літературі відбулися ще в роки Перебудови (1985) і особливо після Чорнобильської катастрофи (1986). Деякі дослідники вважають, що сучасна українська література починається від 1970-х років після покоління шістдесятників.
Унаслідок більшої свободи, відкритості українського суспільства до іноземних впливів та значно ширших контактів із літературами інших країн сучасна українська література здебільшого відрізняється від радянської та класичної зверненням до досі заборонених тем (Голодомор, сексуальність, наркотики, девіантна поведінка і т. д.), використанням нових стилістичних прийомів (постмодернізму, неоавангарду, сенсо-фізіологізму, уживання ненормативної лексики та суржику), різноманітністю та змішанням жанрів, своєрідною епатажністю, а також осмисленням соціальних проблем та історичної пам'яті.
Відомі сучасні українські поети: Василь Федько, Грицько Чубай, Іван Низовий, Олег Лишега, Віктор Неборак, Василь Герасим'юк, Ігор Римарук, Петро Мідянка, Іван Малкович, Оксана Забужко, Юрій Андрухович, Кость Москалець, Павло Вольвач, Володимир Цибулько, Ігор Павлюк, Сергій Жадан, Галина Крук, Олег Короташ, Мар'яна Савка, Маріанна Кіяновська, Олег Гуцуляк, Андрій Бондар, Остап Сливинський, Дмитро Лазуткін, В'ячеслав Гук, Олег Коцарев, Богдана Матіяш, Степан Дупляк, Павло Коробчук, Богдан-Олег Горобчук, Ірина Шувалова, Андрій Любка, Лесь Белей, Катерина Бабкіна, Лесик Панасюк, Олена Герасим'юк, Дарина Гладун, Тарас Малкович, Оксана Гаджій, Борис Костиря, Михайло Жаржайло, Заза Пауалішвілі, Катерина Калитко, Елла Євтушенко, Мирослав Лаюк, Любов Голота, Павло Вишебаба.
Провідні прозаїки: Валерій Шевчук, Володимир Діброва, Юрій Винничук, Юрій Ґудзь, Юрій Андрухович, Оксана Забужко, Юрій Покальчук, Галина Пагутяк, Юрій Іздрик, Євген Пашковський, Олесь Ульяненко, Павло Вольвач, Олесь Ільченко, Степан Процюк, Тарас Прохасько, Тимофій Гаврилів, Наталка Сняданко, В'ячеслав Гук, Сергій Жадан, Анатолій Дністровий, Дзвінка Матіяш, Ірена Карпа, Таня Малярчук, Любко Дереш, Іван Корсак, Юрій Мушкетик, Роман Іваничук, Михайло Слабошпицький, Юрій Щербак, Любов Голота,Євгенія Кузнєцова.Серед есеїстів відомі передовсім Микола Рябчук, Віталій Жежера, Юрій Андрухович, Оксана Забужко, Василь Махно, Олександр Бойченко, Юрко Прохасько, Анатолій Дністровий, Андрій Бондар.
Сучасні драматурги: Наталя Ворожбит, Андрій Бондаренко, Олександр Ірванець, Надія Симчич, Неда Неждана, Лесь Подерв'янський, Павло Ар'є, Анна Багряна, Олександр Гаврош, Олена Клименко, Ігор Павлюк, Олег Миколайчук-Низовець, Сергій Щученко, Артем Вишневський, Олександра Погребінська, Олекса Сліпець, Володимир Сердюк, Марина Смілянець,.

## Розвиток сучасної літератури та історичний контекст

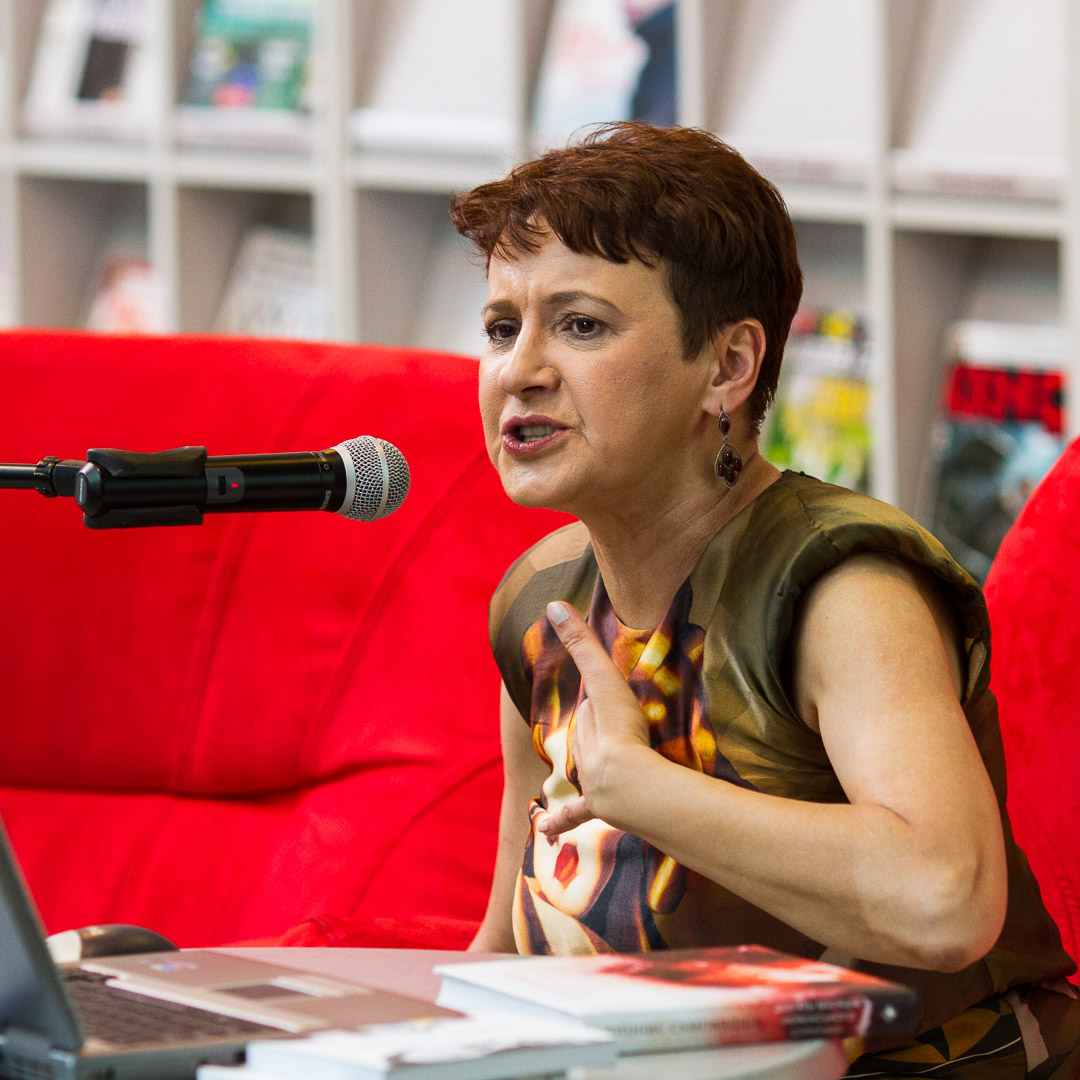
Автор першого українського бестселера «Польові дослідження з українського сексу» (1996) Оксана Забужко.

Деякі письменники за часів пізнього СРСР не писали у соцреалістичному стилі. Такою була психологічна проза Валерія Шевчука та авторів «химерної прози» (В. Земляк та В. Дрозд). Існували також інші андерґраундні літературні середовища, представники яких стали основою для виникнення сучасної літератури. До таких належали передовсім Київська школа поезії, середовище львівського самвидавівського часопису «Скриня» (Григорій Чубай, Олег Лишега, Микола Рябчук, Віктор Морозов, Роман Кісь, Орест Яворський), окремі поети-дисиденти (наприклад, Ігор Калинець). Авторів «київської іронічної школи» (В. Діброва, Б. Жолдак, Л. Подерв'янський) вважають попередниками українського постмодерну. На формування сучасної української літератури вплинула також творчість поетів Нью-Йоркської групи, які виросли за кордоном і у своїй творчості відділяли мистецтво від політики на відміну від сучасних їм шістдесятників. Починаючи з 1970-х років багато письменників дистанціювалися від політики на користь естетичних орієнтирів, знаменуючи цим нову якість літератури й роблячи своє мистецтво самодостатнім.
Цензурний тиск на українських літераторів у СРСР зменшився із політикою Перебудови в середині 1980-х років. Це дало змогу письменникам звернутися до стилістичних прийомів та тем, які раніше були забороненими для публікації. Від цього часу відбувалася ревізія популістичного соцреалістичного канону української літератури разом з поверненням імен письменників часів Розстріляного Відродження, діаспори, а також творів, що не могли бути надруковані за радянських часів. У 1987—1988 роках за ініціативи Спілки письменників України почалися реабілітаційні процеси і видання творів письменників, розстріляних у 1930-х роках, записувалися свідчення свідків Голодомору.
Сама роль письменника у суспільстві, якому, як в офіційному соцреалізмі, так і в середовищі значною мірою опозиційних шістдесятників, надавалася особлива виховна функція, зазнала серйозного перегляду. Письменники-постмодерністи (передовсім група «Бу-Ба-Бу») цілеспрямовано руйнували міф про українського письменника-героя-страждальця. Місце патетики посіли іронія та пародія. Наприкінці 1990-х років низка письменників виступила за повернення автора до заангажованості (І. Андрусяк, С. Процюк).
Тамара Гундорова виокремлює дві фази в літературному процесі 1990-х років. На початку 1990-х років вільна літературна діяльність була способом вираження набутої свободи й автори намагалися творити відроджену національну літературу. З другої половини десятиліття розвинулися численні різноманітні літературні напрями.

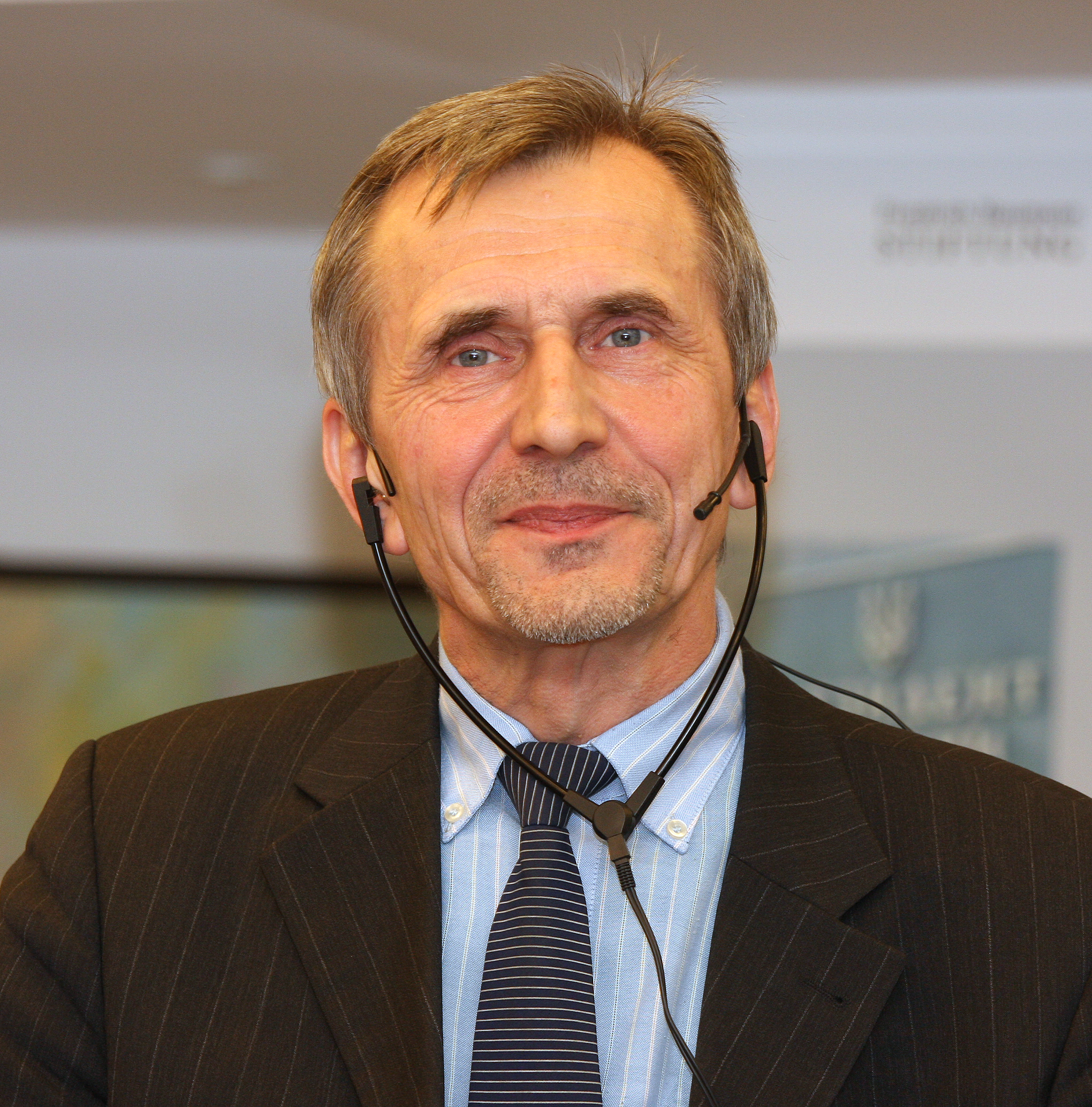
Культуртрегер початку 1990-х років Микола Рябчук.

Одним із перших принципово нових явищ в українській літературі кінця XX століття було літературне об'єднання «Бу-Ба-Бу» (Юрій Андрухович, Віктор Неборак та Олександр Ірванець), створене 1987 року. Ці письменники цілеспрямовано займалися деструкцією образу серйозного популістського українського письменника (наприклад, роман «Рекреації» Ю. Андруховича). Присутність і творчість Юрія Андруховича значною мірою призвела до виникнення Станіславського феномену і разом з ним групи письменників — постмодерністів в Івано-Франківську, таких як Юрій Іздрик, Тарас Прохасько, Г. Петросаняк та М. Микицей.
Наприкінці 1980-х та на початку 1990-х впливовою фігурою в українській літературі був Микола Рябчук, який був літературним редактором найважливішого на той час літературного журналу «Сучасність» і відбирав твори для публікації, спрямовуючи українську літературу в європейському напрямку. Завдяки Рябчуку були опубліковані твори авторів, які згодом стали відомими письменниками (Ю. Андрухович, О. Гриценко, Олесь Ільченко, П. Мідянка, В. Шакула, К. Москалець, А. Могильний, І. Маленький, О. Лишега, Г. Чубай, В. Діброва, Б. Жолдак, Я. Павлюк, Ю. Винничук).
Перед самим проголошенням незалежності України та в перші роки після цього важливу роль у літературному житті відігравали різноманітні культурні фестивалі («Червона рута», «Вивих», «Золотий гомін», «Альтернативи», «Імпреза»).
Після розпаду СРСР Спілці письменників України (НСПУ) і далі належали приміщення та літературні часописи. У 1997 році було утворено Асоціацію українських письменників (АУП) у результаті протесту низки незалежних письменників нового покоління проти застарілих принципів Спілки письменників України. До АУП входили популярні письменники, які не мали доступу до традиційних матеріальних ресурсів НСПУ та творили в конкурентному середовищі. Щоправда, згодом багато авторів лишилися у Спілці письменників, попри те що вони вступили в АУП. Деякі письменники, які спочатку були проти НСПУ (В. Медвідь та Є. Пашковський), згодом виступили за співпрацю з цією установою, після чого одержали Шевченківську премію та офіційне визнання.
Розвиток сучасної української літератури відбувався на тлі значних суспільних трансформацій в 1990-х роках. Замість фінансованих державою книжкових програм і значних гонорарів для відомих письменників, поступово розвивався вільний книжковий ринок. Цей процес був дуже складним для письменників, оскільки суми гонорарів за літературні твори в незалежній Україні були і залишаються низькими. З середини до кінця 1990-х українські автори найчастіше друкували свої твори в літературних журналах або антологіях через фінансові труднощі. Декілька приватних українських благодійних фондів підтримують літературні проєкти.
Твори художньої літератури зазвичай видають накладами, які не перевищують кількох тисяч екземплярів.

### Постмодернізм в українській літературі

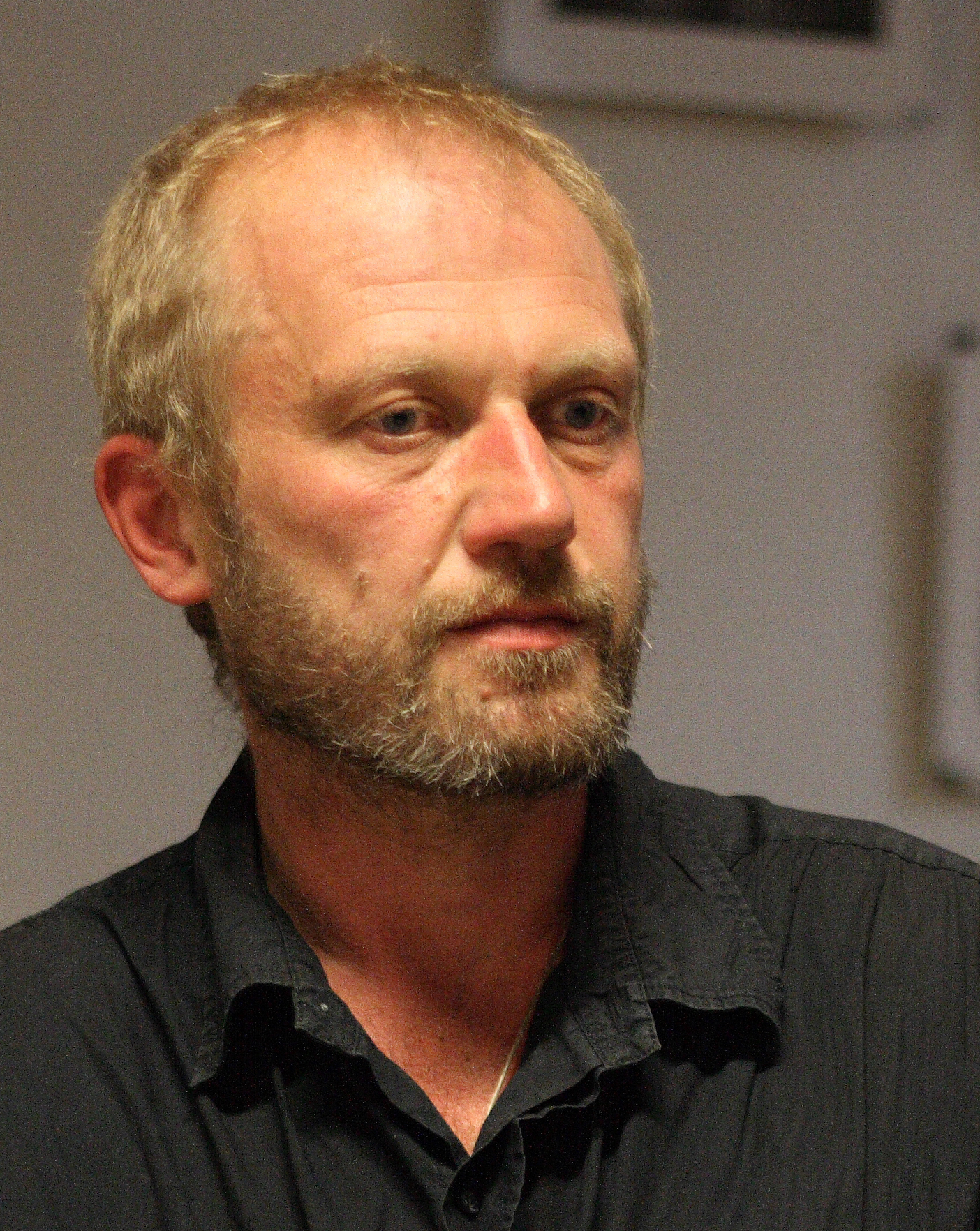
Прозаїк-постмодерніст Тарас Прохасько.

Т. Гундорова відзначає, що корені українського постмодернізму сягають таких його попередників: аванґард 1920-х років (М. Семенко, М. Йогансен, В. Домонтович), українська химерна проза (О. Ільченко, В. Дрозд, В. Шевчук), діаспорна література (Е. Андієвська, Ю. Косач, Нью-Йоркська група, Ю. Тарнавський).
Західний постмодернізм зазвичай асоціюється з пізнім капіталізмом, у той час як в Україні він був викликаний посттоталітрним та постколоніальним станом суспільства. Плюралізм українського постмодернізму повстав як реакція на тривале насаджування однієї офіційної версії правди в СРСР. Прикметними рисами українського постмодернізму були також його політичність та емоційність.
Український постмодернізм мав декілька відгалужень: ґротескний (Володимир Діброва, Лесь Подерв'янський, Богдан Жолдак), карнавальний (Бу-Ба-Бу), апокаліптичний (Юрій Іздрик, Тарас Прохасько, Євген Пашковський), попкультурний (Сергій Жадан), феміністичний (Оксана Забужко), популярний (Юрій Винничук).
Для постмодернізму характерна зміна поважного ставлення до класичної і до масової літератури. В текстах письменників цього напряму наявне іронізування над класиками та гра з символами національної пам'яті. Важливим наслідком постмодернізму став розвиток в Україні масової літератури, яка успадкувала деякі його художні прийоми (списки, колажність, різноманітні стилі в одному тексті).
Найбільш поширеними прийомами в українському постмодернізмі стали іронія та стилізація.
Закінченням періоду українського постмодернізму вважають кінець 1990-х років.
2003 року в Криму з'являється новий літературний напрям сенсо-фізіологізм. Сенсо-фізіологізм як літературний напрям був започаткований українським письменником В'ячеславом Гуком 2003 року в Криму. Про це письменник зазначив у своїй поетичний збірці «Восьмий день тижня»,  Сімферополь, 2003. В’ячеслав Гук є автором терміну «сенсо-фізіологізм» та концепції, що лежать в основі цього напряму, який яскраво відбився зокрема в його романі «Сад Галатеї» 2008, Сімферополь (перевидання Київ, «Український письменник» 2015). Сенсо-фізіологізм як напрям є дослідженням чуттєвого сприйняття та його впливу на свідомість і став реакцією на кризу літератури українського постсоціалізму.
Сенсо-фізіологізм у контексті літератури – це концепція, яка стверджує, що літературний твір викликає у читача певні фізичні відчуття та фізіологічні реакції. Іншими словами, це підхід, який наголошує на тілесному сприйнятті літератури, де текст впливає на організм читача, викликаючи певні реакції, такі як мурашки, прискорене серцебиття або інші фізіологічні прояви.
Отже, сенсо-фізіологізм як літературна концепція відображає:
• Фізичний вимір сприйняття літератури: вплив твору на тіло, а не лише на розум.
• Реакції організму на текст: визнання, що емоції та уявлення, викликані читанням, проявляються на фізіологічному рівні.
• Тілесний досвід читання: сприйняття літератури як процесу, що відбувається в тілі, а не лише в свідомості.
Таким чином, сенсо-фізіологізм відрізняється від традиційного підходу, що зосереджується на інтелектуальному розумінні тексту, акцентуючи увагу на фізичних, тілесних відчуттях, які виникають під час читання.

## Поколіннєва класифікація
В історії української літератури письменників прийнято умовно розділяти за десятиріччями. Сучасні художні твори написані представниками різних літературних поколінь.

#### Шістдесятники

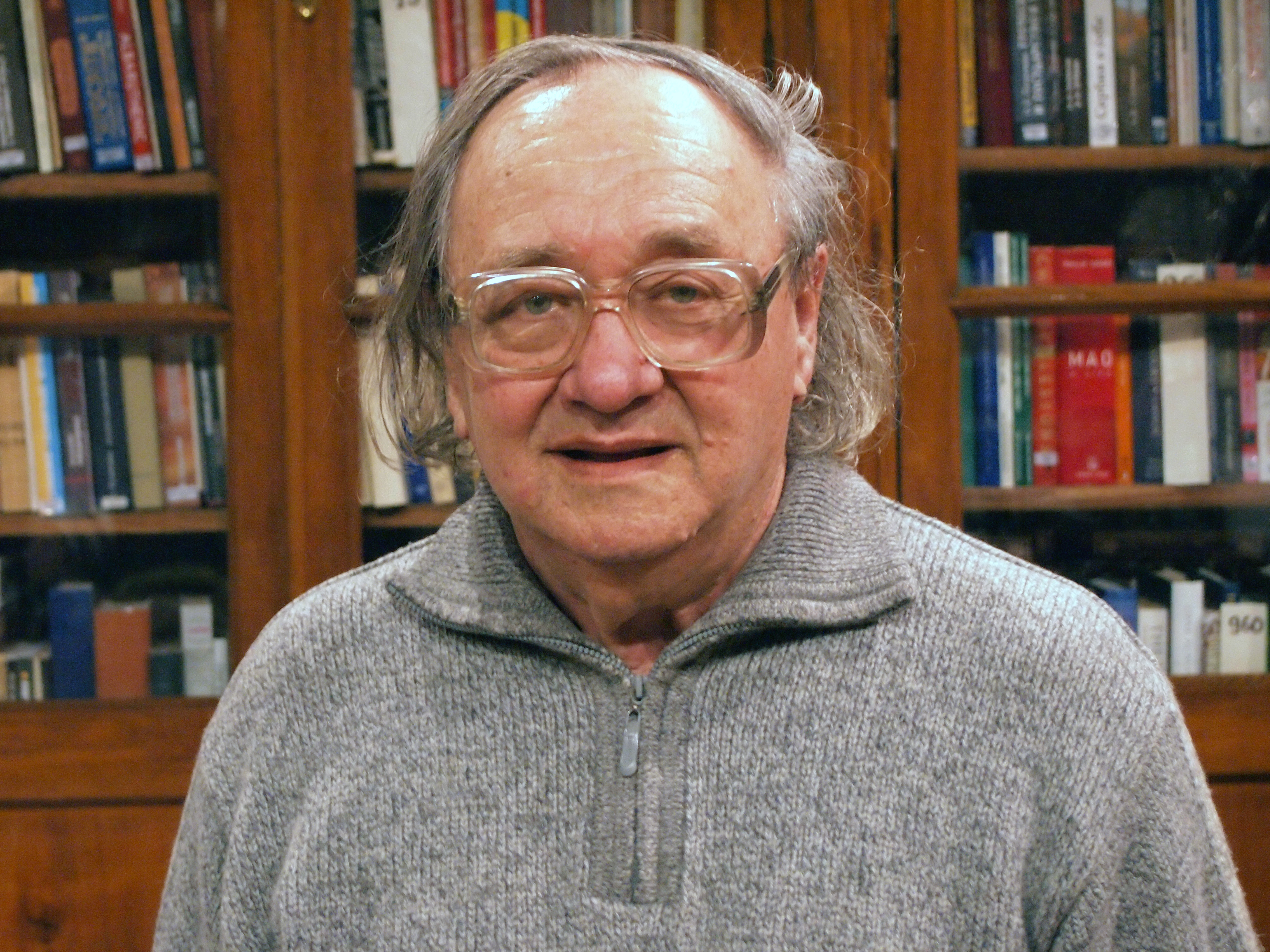
Прозаїк-шістдесятник Валерій Шевчук.

У 1960-і роки завдяки хрущовській відлизі і певній лібералізації суспільно-політичного життя в Україні зародився потужний мистецький рух, представники якого згодом отримали назву «шістдесятники». «Шістдесятники» шукали нових форм творчості, нового осмислення національного досвіду в рамках тоталітарної системи. До цього покоління належали Василь Стус, Ліна Костенко, Василь Симоненко, Григір Тютюнник, Дмитро Павличко, Іван Драч та інші. Активна громадянська позиція привела В. Стуса, як і багатьох інших його колег по перу в ряди «дисидентської» інтелігенції. У 1970 рр. прокотилася нова хвиля масових арештів української інтелігенції, багато провідних письменників були ув'язнені в сибірських таборах за «антирадянську агітацію». Деякі з них були реабілітовані посмертно на початку 90-х рр.
До шістдесятників відносять письменників народжених між 1928 та 1947 р.. Шістдесятники творили у період відносної лібералізації громадського життя — Хрущовської відлиги. Багато представників цього соціально активного покоління за часів незалежності інтегрувалися у владні структури, стали членами комітетів державних премій. В шістдесяті роки в еміграції активною і впливовою була Нью-Йоркська група поетів.
| Поети       | Л. Костенко, Д. Павличко, І. Драч, Б. Олійник, М. Вінграновський, І. Низовий в еміграції: Е. Андієвська, Ю. Тарнавський, В. Вовк, Б. Рубчак, Ж. Васильківська, П. Килина, Б. Бойчук |
| Прозаїки    | В. Шевчук, Ю. Мушкетик, В. Дрозд, В. Яворівський, Є. Гуцало, Г. Тютюнник |
| Угруповання | в еміграції: Нью-Йоркська група |
| Антології   | - Шістдесят поетів шістдесятих років: антологія нової української поезії (Упор. Б. Кравців, 1967) - Нью-Йоркська група (Упор. В. Ґабор, 2012)                                       |

#### Постшістдесятники та сімдесятники

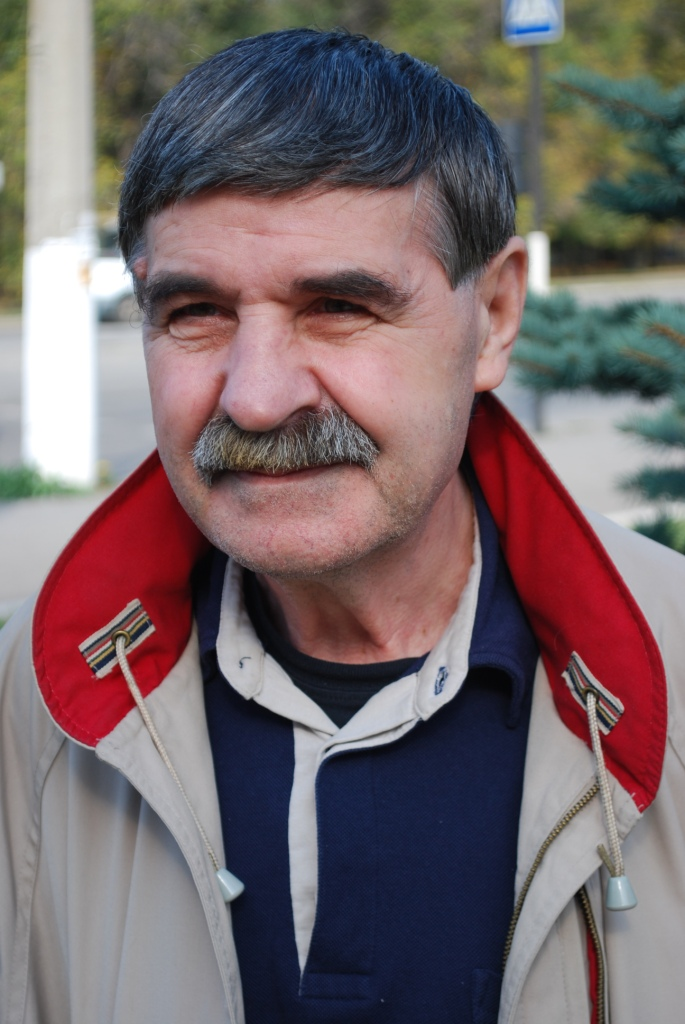
Василь Голобородько, представник Київської школи поезії.

До постшітсдесятників відносять представників Київської школи поезії. Це покоління письменників також називають «витісненим поколінням» оскільки публікація творів авторів була практично повністю зупинена цензурою. Постшістдесятники та сімдесятники дистанціювалися від політики у своєрідну внутрішню еміграцію, їхня творчість позначена філософським заглибленням у себе, що відбувалося на фоні посилення цензури за часів Брежнєва. Автори цього покоління орієнтувалися на європейську естетичну традицію, а не на соцреалізм. Сімдесятники народжені між 1939 та 1953 р.. Сімдесятники, які не друкували своїх творів і лишалися в андерґраунді, представлені в основному львівським середовищем знайомих поета Григорія Чубая.
| Поети       | В. Голобородько, В. Кордун, В. Рубан, М. Воробйов, М. Саченко, І. Семенеко, Г. Чубай, О. Лишега, М. Рябчук                                  |
| Прозаїки    | Ю. Винничук, В. Яворський, В. Медвідь, Б. Жолдак, Я. Павлюк                                                                                 |
| Драматурги  | Лесь Подерв'янський |
| Угруповання | Київська школа поезії, група Грицька Чубая                                                                                                  |
| Антології   | - Поети «витісненого покоління» (Упор. І. Андрусяк, 2009) - Українські літературні школи та групи 60―90-х рр. XX ст. (Упор. В. Ґабор, 2009) |

#### Вісімдесятники

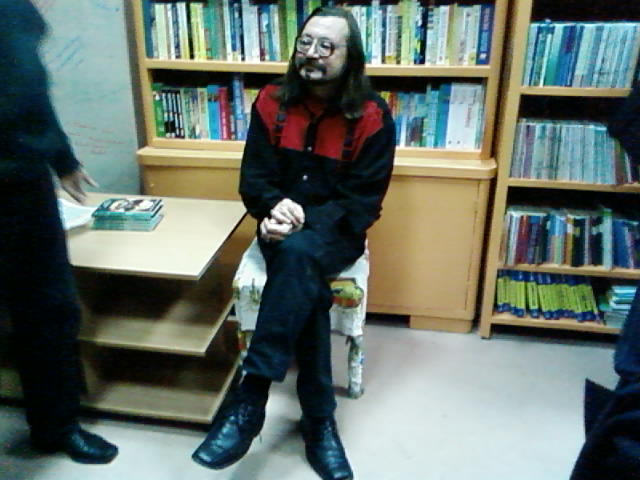
Поет-вісімдесятник Ігор Римарук.

Вісімдесятники почали публікуватися за умов уже послабленої цензури в другій половині 1980-х років. Вони не були соціально ангажованими і мали тенденцію до іронічного та меланхолійного ставлення до життя. Вісімдесятники були провокаційним поколінням з перевагою індивідуалізму над колективізмом у поглядах. Вісімдесятники народжені між 1949 та 1965 р..
| Поети       | В. Неборак, І. Римарук, Д. Кремінь, В. Герасим'юк, О. Забужко, Л. Таран, Н. Білоцерківець, Ю. Андрухович, О. Ірванець, К. Москалець, Г. Петросаняк, І. Малкович, П. Мідянка, В. Цибулько, І. Лучук, Н. Гончар, В.Ковтуненко |
| Прозаїки    | Г. Пагутяк, Є. Пашковський, В. Діброва, О. Ульяненко, Л. Кононович |
| Драматурги  | Б. Жолдак, О. Ірванець, В. Сердюк |
| Угруповання | Бу-Ба-Бу, Лугосад, Пропала грамота |
| Антології   | - Вісімдесятники: Антологія нової української поезії (Упор. І. Римарук, 1990) - Мала українська енциклопедія актуальної літератури (Упор. Ю. Андрухович, 1998)                                                              |

#### Дев'ятдесятники

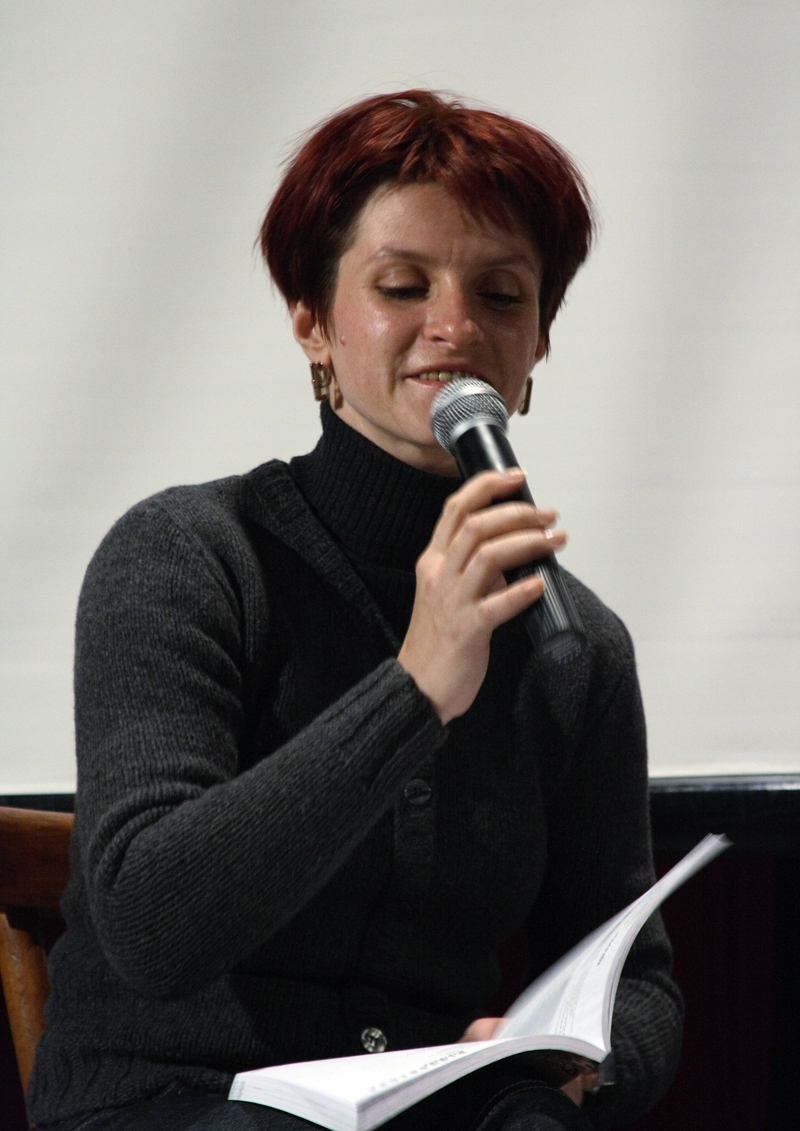
Поетеса Маріанна Кіяновська.

Покоління дев'ятдесятників чи не вперше в історії української літератури творило в умовах свободи від державної цензури. Дев'ятдесятники, твори яких часто відзначені зневірою в національній ідеї та людині взагалі, розвинули велике стилістичне різноманіття в літературі в час посткомуністичних трансформацій. Дев'ятдесятники народжені між 1964 та 1977 р.. Між поколіннями шістдесятників та дев'ятдесятників існував ідейний конфлікт: в той час коли для перших соціальна ангажованість та певна месіанська роль письменника були цінними, другі відкидали це на користь герметичної літератури та стилістичних експериментів.
| Поети       | М. Савка, С. Жадан, І. Андрусяк, О. Короташ, П. Вольвач, М. Кіяновська, І. Павлюк, І. Ципердюк, В. Махно, А. Бондар, Р. Скиба, О. Гуцуляк.                                     |
| Прозаїки    | Т. Прохасько, С. Процюк, Н. Сняданко, Р. Кухарук, Т. Гаврилів |
| Драматурги  | Н. Неждана |
| Угруповання | ММЮННА ТУГА, Музейний провулок, 8, Геракліт, Нова деґенерація, Червона Фіра, Творча асоціація «500», Західний Вітер, Пси святого Юра, Нечувані, ОЧІ, Друзі Еліота, ХаДЛА, СТАН |
| Антології   | - Дев'ятдесятники: Авторська антологія нової української поезії (Упор. В. Махно, 1998) - Українські літературні школи та групи 60―90-х рр. XX ст. (Упор. В. Ґабор, 2009)       |

#### Двотисячники

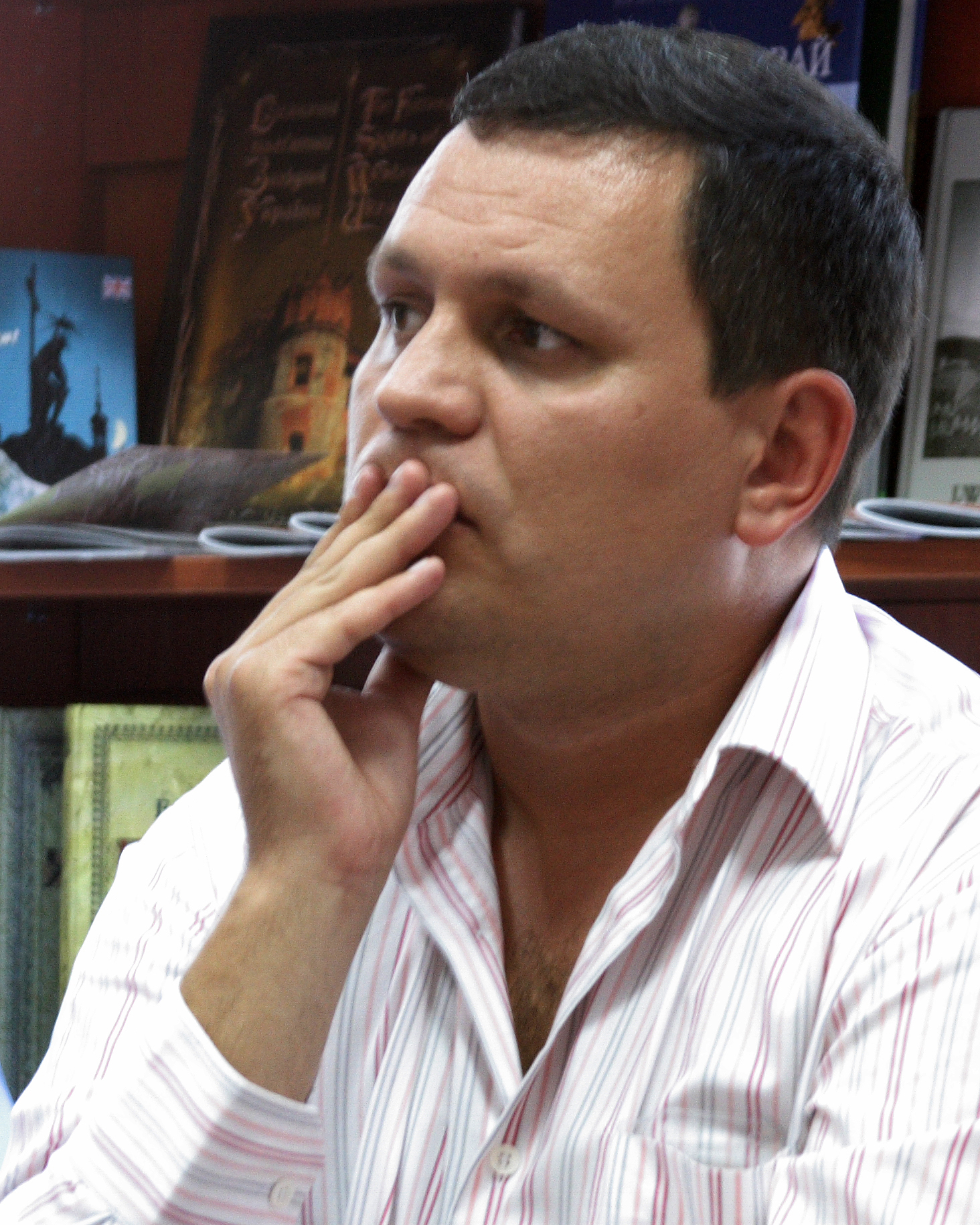
Автор роману «Пацики» Анатолій Дністровий.

Двотисячники народжені між 1978 та 1988 роком, або поети, які долучилися до українського літературного процесу через участь у конкурсах, журнальних публікаціях, власними книгами між 2000 та 2010-м роками. Двотисячники часто добивалися популярності епатажними акціями та активною промоцією себе у медіа та публічному просторі, проте відомі і друкованою в окремих збірках та антологіях поезією. Для творів цього покоління характерне відчуття відмови від цінностей попередників внаслідок недовіри до культури батьків, вихованих у тоталітарному суспільстві. Найширшим зібранням творів поетів-двотисячників є антологія «Дві Тонни», упорядкована О. Романенком та Б. Горобчуком. Вона, а також окремі книги, виступи та публікації двотисячників і приводять до думки, що цей феномен — значно складніший і ширший, аніж прийнято про це говорити, і по-своєму серйозніший, аніж поетичні феномени попередніх поколінь.
| Поети       | О. Авербух, К. Бабкіна, О. Барліг, С. Богдан, А. Бондар, Богдан-Олег Горобчук, Б. Костиря, Я. Гадзінський, С. Дупляк, С. Жадан, К. Калитко, М. Кіяновська,V. Коврей, П. Коробчук, О. Коцарев, Г. Крук, Д. Лазуткін, А.Любка, А.Малігон, О. Мамчич, Б. Матіяш, С. Поваляєва, М. Савка, О. Сливинський, Ю. Стахівська, О. Степаненко, стронґовський, В. Черняхівська, І. Шувалова, Л. Якимчук |
| Прозаїки    | С. Андрухович, М. Бриних, Л. Дереш, А. Дністровий, С. Жадан, І. Карпа, С. Пиркало, С. Поваляєва, Т. Прохасько, Н. Сняданко, С. Ушкалов |
| Драматурги  | П. Ар'є, О. Барліг, Наталія Ворожбит |
| Угруповання | «Ротонда», Спілка ЕКстремальної Словесності, Мистецька Гільдія «Неабищо», «Оксія», «Цілодобово!» |
| Антології   | - Дві тонни найкращої молодої поезії (Упор. Б.-О. Горобчук, О. Романенко, 2007) - Карпатська саламандра: альманах молодіжного фронту мистецтв (упор. V. Коврей, 2007) - Декамерон. 10 українських прозаїків останніх десяти років (Упор. С. Жадан, 2010) - Метаморфози. 10 українських поетів останніх 10 років (Упор. С. Жадан, 2011) - Знак. Альманах молодої української літератури (Упор. О. Коцарев, 2013) - Mirror: anthology of modern Ukrainian poetry / Свічадо: антологія сучасної української поезії (Упор. О. Ришкова, 2016) - Антологія молодої української поезії III тисячоліття (Упор. М. Лаюк, 2018) |

#### Двітисячідесятники
Ще в середині 2010-х Оксана Забужко, яка до того скептично відгукувалася про поколіннєвий поділ за десятиліттями[джерело?], висловила думку, що нове (після 80-ків) покоління літераторів і літераторок визначається перебуванням в умовах російсько-української війни.
До цього варто додати зростання книжкового ринку в постмайданній Україні[джерело?], викликане зацікавленням українців у власній літературі та гаслами бойкоту російських товарів. Завдяки збільшення попиту з'являється низка нішевих видавництв[джерело?], і, відповідно, зростає можливість авторів і авторок бути опублікованими. Сума цих факторів і зумовлює переломність 2014-го року.
В той же час, критикиня Ганна Улюра, попри визнання проблемність терміну "двітисячідесятники", все ж, послуговується ним. При цьому, на її думку, Революція Гідності та війна аж ніяк не є "генераційно-формуюючими" моментами для української літератури. Втім, на думку критикині, "література 2010-х буде визначатися надалі саме по тому, як вона працює з соціально-політичними темами", а однією з найголовніших особливостей нового покоління письменників вона називає роботу "із запитами реального читача".
| Поети       | Л. Белей, Г. Бєляков, О. Гаджій, О. Герасим'юк, Д. Гладун, Ю. Дишкант, М. Жаржайло, В. Карп'юк, М. Лаюк, Мідна, Т. Малкович, Іван Непокора, Лесик Панасюк, Заза Пауалішвілі, Р. Романюк, К. Тумаєва, Е. Євтушенко, В. Дикобраз, Богуслав Поляк, Т. Єфіменко, Г. Семенчук, О. Мимрук |
| Прозаїки    | В. Амеліна, О. Чупа, О. Мордовіна, М. Лаюк, О. Михед |
| Драматурги  | М. Лаюк, Дан Воронов |
| Угруповання | «Оксія» |

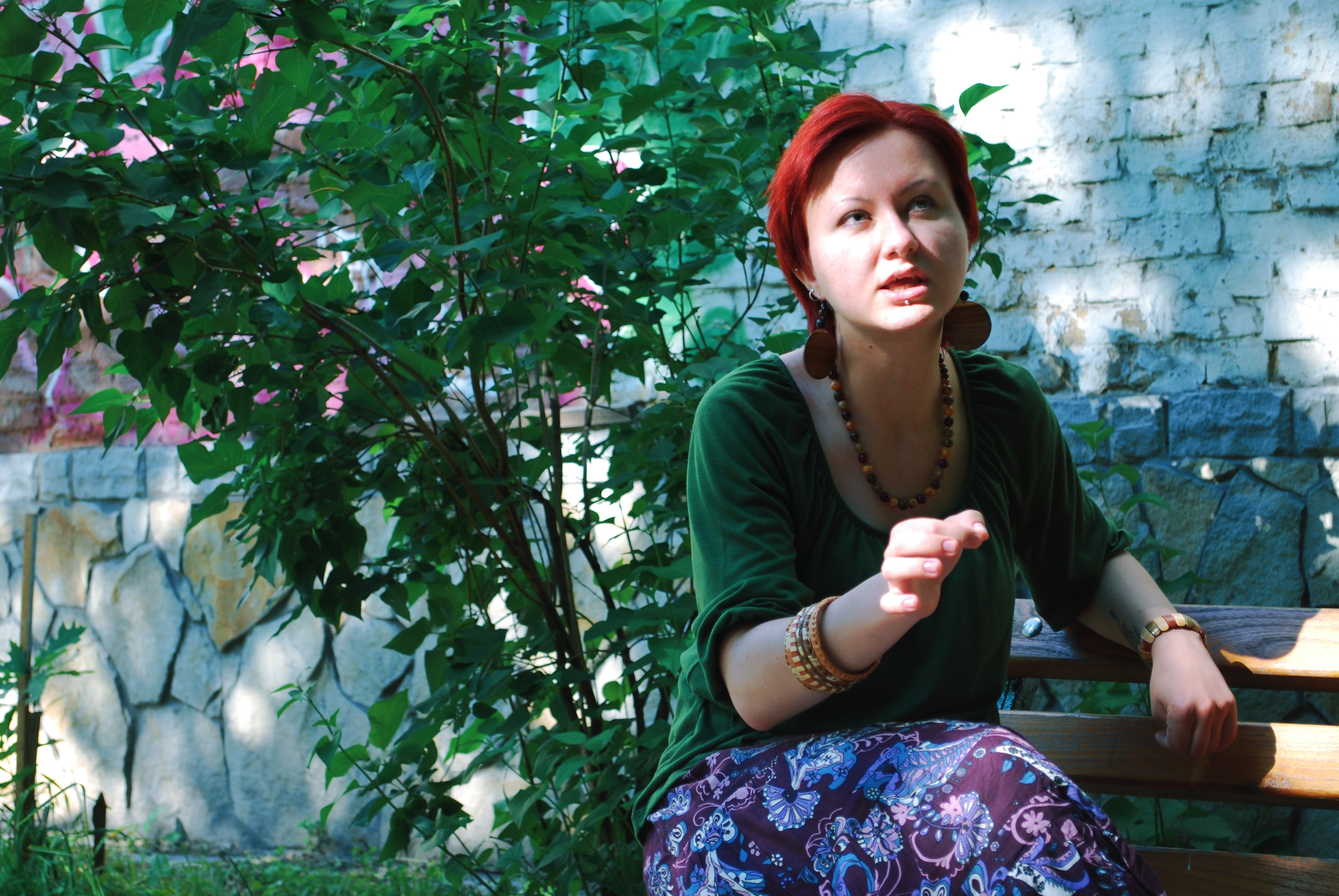
Поетеса Ірина Шувалова.

| Антології   | - Знак. Альманах молодої української літератури (Упор. О. Коцарев, 2013) - Mirror: anthology of modern Ukrainian poetry / Свічадо: антологія сучасної української поезії (Упор. О. Ришкова, 2016) - Антологія молодої української поезії III тисячоліття (Упор. М. Лаюк, 2018)      |

#### Позадесятники та літературні самітники

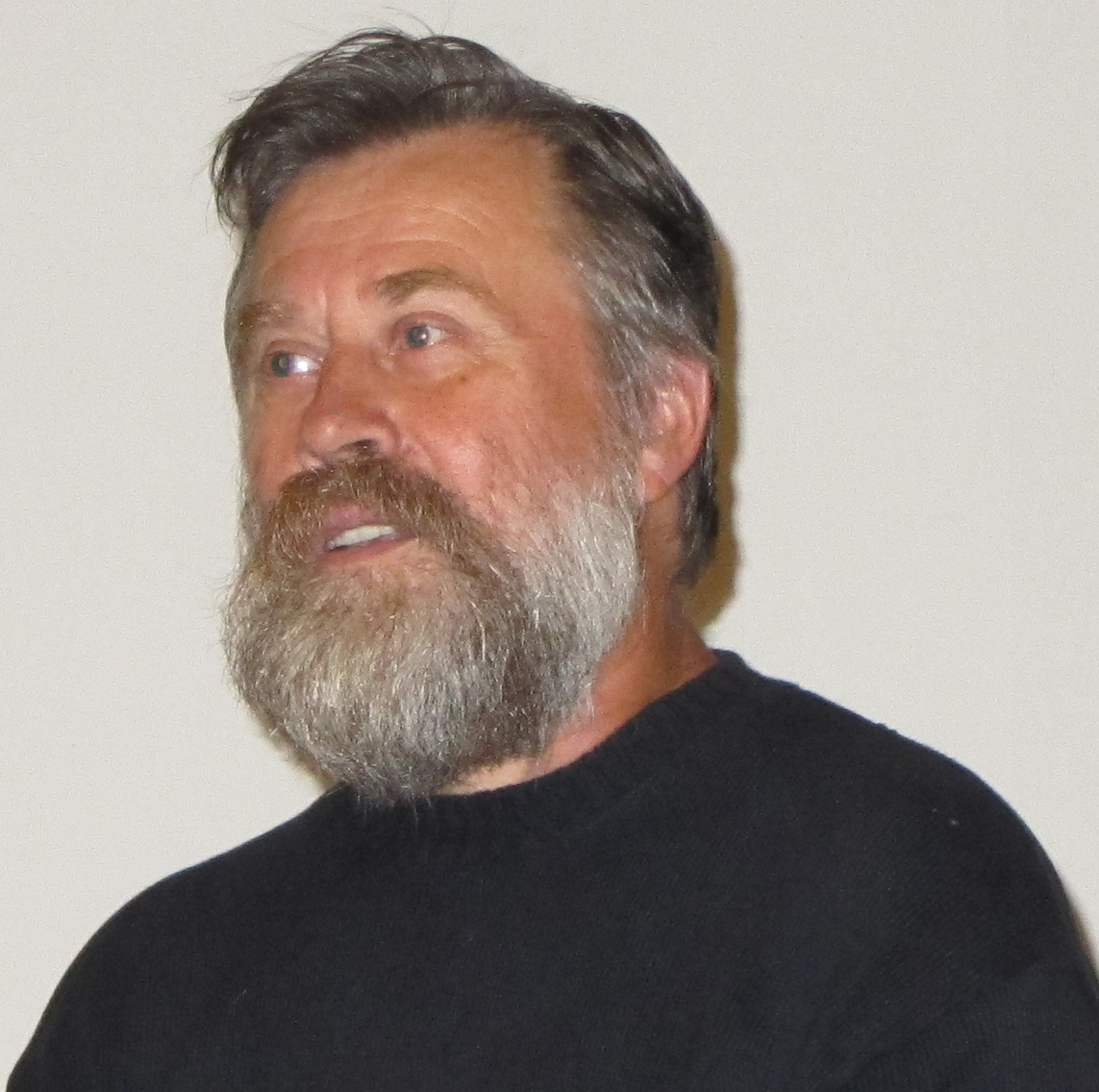
Поет Олег Лишега.

Через радянську цензуру низка старших авторів почали друкувати свої твори тільки в 1990-х роках. Таких авторів Олександр Гордон запропонував називати «позадесятниками». Зокрема, з-поміж авторів старшого покоління Юрій Покальчук (1941—2008) позиціонував себе як сучасний письменник. В 1990-ті роки свої важливі твори написали письменники, яких не прийнято приписувати до якогось з названих поколінь: Василь Федько, Олег Лишега та Галина Пагутяк. В. Даниленко згадує літературних самітників, творчість яких відрізняється від їхніх сучасників: Віктор Міняйло (*1919), Феодосій Роговий (*1925), Лесь Подерв'янський (*1952), Григорій Гусейнов (*1950). Згідно з С. Павличко, наступні автори не належали до жодних літературних шкіл або ідеологій: Н. Білоцерківець, Л. Таран, О. Забужко, О. Гриценко та А. Могильний. Мала українська енциклопедія актуальної літератури в антологійному додатку перелічує наступних авторів як одинаків та самітників: Юрій Покальчук, Володимир Назаренко, Андрій Охрімович, Тарас Мурашко, Гук В'ячеслав.

## Особливості сучасної української літератури

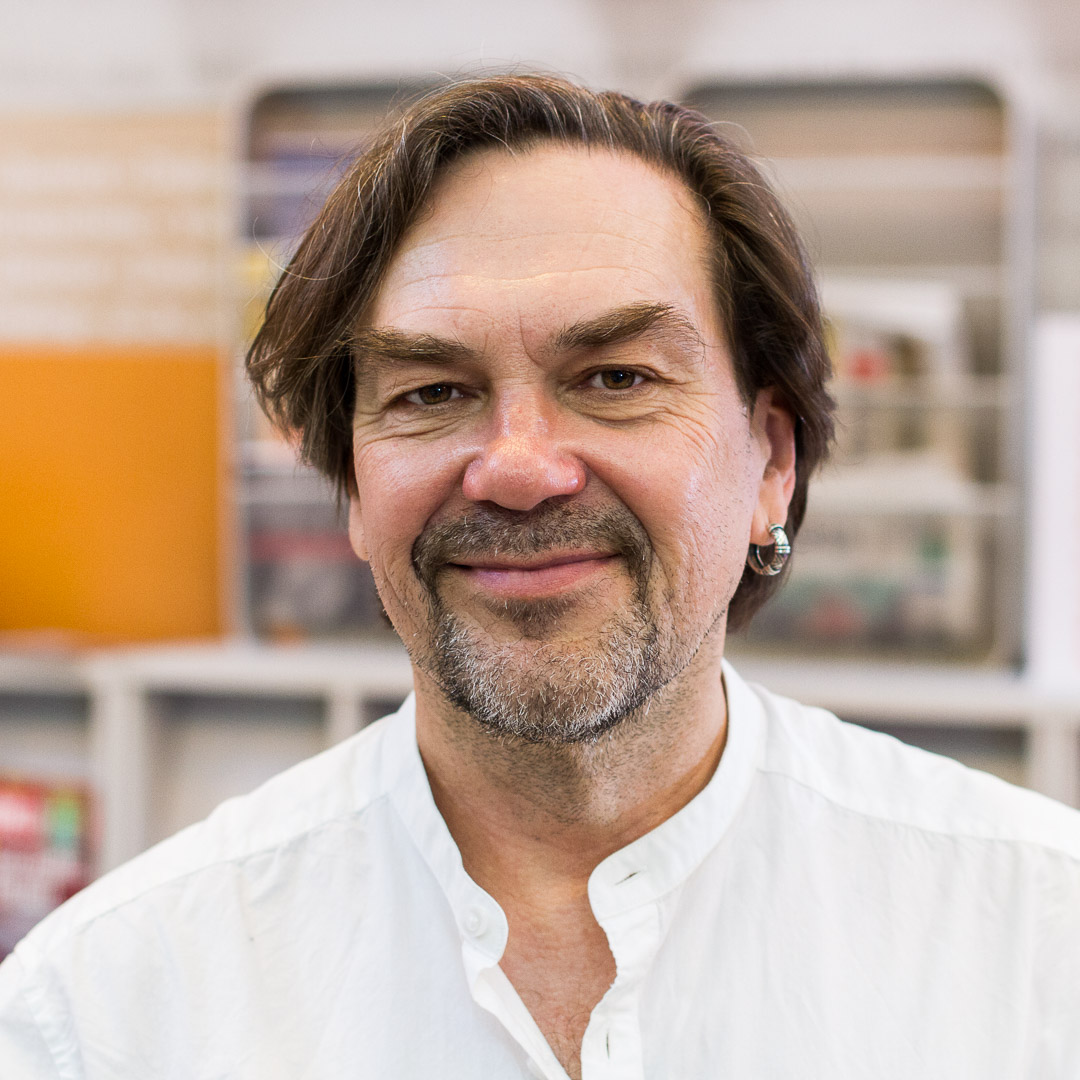
Юрій Андрухович, патріарх угруповання Бу-Ба-Бу, представник Станіславського феномену.

Для сучасної української літератури характерне зниження патріотичного та морального пафосу, типового для соцреалізму. Якщо для класичної та радянської літератур були характерні політична заангажованість та визнання за літературою певної виховної суспільної ролі, то завдяки здобуттю Україною незалежності й зникненню цензури, необхідність у цих функціях суспільного опору значно впала. Література вступила в постколоніальну стадію саморефлексії, ставши тільки видом мистецтва. Багато сучасних творів відзначені іронією, переоцінкою цінностей та зверненням до тем, що були забороненими за радянських часів. Також завдяки доступу до творів іноземних авторів, українських творів 1920-1930-х років та до діаспорної літератури в українській літературі значно розширилося стильове та тематичне різноманіття. При цьому багато науковців констатують відсутність тяглості між поколіннями та різкий розрив з традицією сучасних авторів.
У зв'язку з відсутністю доступу до творів західних авторів у час їх публікації особливістю українського постмодернізму є його запізнення у часі. Західні твори в стилі постмодернізму з'явилися вже в 1950-1960-х роках, а українські — в 1990-х. Культурна ізоляція та обрив модерністичної традиції радянською владою призвели також до того, що частина сучасних авторів пишуть у модерністичному стилі, інша частина — у соцреалістично-народницькому, а третя частина намагається орієнтуватися на міжнародні взірці і надолужувати історичну прогалину.
Після скасування заборон на публікування творів письменників доби Розстріляного відродження та емігрантів їх заново відкриті твори стали впливовими орієнтирами для сучасних письменників. Для покоління вісімдесятників важливим автором був Микола Зеров, у той час як дев'ятдесятники цікавилися творами Майка Йогансена, Аркадія Любченка і всього періоду 1920-х років, а також українським бароко, модернізмом та авангардизмом. Наприклад, Сергій Жадан відзначає своє особливе ставлення до поезії Михайля Семенка. Для Юрія Андруховича роль попередника відіграв Богдан-Ігор Антонич. Сергій Жадан та Юрій Адрухович також захистили дисертації, присвячені творчості відповідно Михайля Семенка та Богдана-Ігоря Антонича. Оксана Забужко непрямо називає своїм вчителем Юрія Шевельова.
Для сучасної літератури характерне зосередження на темних сторонах людського життя, насильстві, різноманітних проблемних та кризових моментах. Це стало реакцією на загальнообов'язковий фальшивий оптимізм радянської соцреалістичної літератури.
В сучасній українській літературі в порівнянні з класичною та радянською значно більше авторів-жінок, а також жінок-критиків та літературознавців.
В літературних проєктах Щоденник та Щоденник. Re: make було зроблено спробу писати літературні тексти колективно за участю багатьох авторів. Поетичних проєкт Літературні забави став платформою для обговорення питань книговидавництва, сучасного літературного процесу та ролі культури в суспільстві.
В Україні проводять численні літературні фестивалі, важливими серед них стали Львівський міжнародний літературний фестиваль в рамках Форуму видавців у Львові, Київські лаври та Meridian Czernowitz.
Крім української літературної мови, деякі сучасні українські письменники (Б. Жолдак, Л. Подерв'янський, В. Діброва, М. Бриних) пишуть суржиком.

### Урбанізація та гендерні проблеми

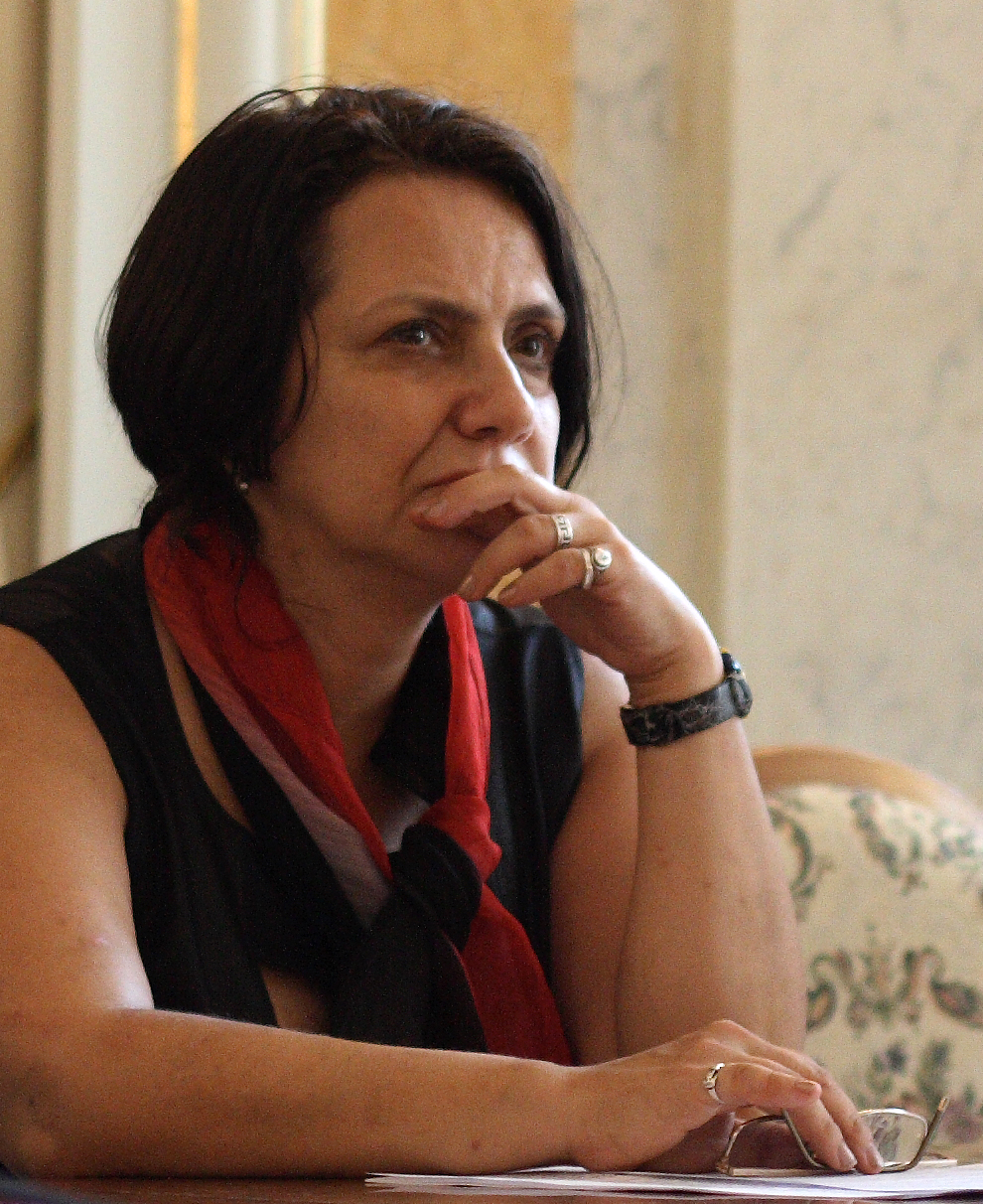
Автор феміністичної прози, Євгенія Кононенко.

При тому, що українська класика головним чином описує життя українського села, події творів сучасних авторів відбуваються у просторі міста, нерідко також за межами України (скажімо, «Перверзія» Ю. Андруховича). Традиція сільської прози була перервана романом «Міські мотиви» (1983) Валентина Тарнавського. Одним з винятків є твори В. Медведя, у яких події розгортаються в селі.
У сучасній українській літературі широко висвітлюються еротичні сюжети, які були дуже обмежено виражені в українській класиці та літературі радянського періоду. У деяких творах сама сексуальність є центром уваги (наприклад, «Те, що на споді» Ю. Покальчука, «Діви ночі» Ю. Винничука), в інших вона має концептуальне значення («Польові дослідження з українського сексу» О. Забужко, «6х0» Ю. Тарнавського). Ґендерна тематика з виділенням чоловічого (твори груп «Бу-Ба-Бу», «Пси святого Юра», Юрій Тарнавський) та жіночого (Оксана Забужко, Євгенія Кононенко, Софія Майданська, Галина Пагутяк, Надія Тубальцева, Світлана Йовенко) письма також набула значення у сучасних творах.
У започаткованому в середині 80-х років XX століття новому напрямі — філософсько-еротичної лірики написані деякі твори Степана Дупляка.

### Стилістика та дискурси
Сучасні українські письменники користуються низкою стилів, їхніми комбінаціями та різновидами:
| Стиль                                     | Представники |
| ----------------------------------------- | --- |
| апокаліптицизм                            | О. Ульяненко |
| богеміанізм                               | Ю. Андрухович |
| дитячо-підліткова альтернатива            | С. Жадан, Л. Дереш, І. Карпа, Т. Малярчук, С. Поваляєва, Н. Сняданко, С. Пиркало, С. Андрухович |
| екзистенціалізм з елементами психоаналізу | С. Процюк, О. Мордовіна |
| інтелектуалізм                            | І. Римарук, О. Забужко, Н. Білоцерківець |
| магічний реалізм                          | Т. Прохасько, В. Ґабор, О. Довженко, О. Клименко |
| меланхолійна метафізичність               | О. Лишега, В. Махно, М. Кіяновська, І. Андрусяк |
| метаісторизм                              | В. Кожелянко |
| метамодернізм                             | О. Гуцуляк, О. Короташ |
| міфологізм                                | В. Герасим'юк, В. Голобородько, М. Лаюк, Д. Гладун |
| некрокомунізм                             | В. Крюгер |
| неоаванґард                               | С. Жадан, А. Бондар, В. Цибулько О. Коцарев, Л. Якимчук |
| необароко                                 | Ю. Андрухович, поетичні групи Бу-Ба-Бу та ЛуГоСад |
| неомодернізм                              | проза: В. Шевчук, В. Медвідь, Є. Пашковський, К. Москалець, О. Ульяненко, Г. Пагутяк; поезія: В. Герасим'юк, І. Римарук, О. Забужко, М. Лаюк, Лесик Панасюк, Богдан-Олег Горобчук, Д. Гладун, Іван Непокора, О. Сливинський |
| неопозитивізм                             | Р. Іваничук, Ю. Мушкетик |
| неоромантизм                              | І. Павлюк |
| неофутуризм                               | Ю. Завадський О. Коцарев, Б. Горобчук |
| новолітеризм                              | В. Цибулько |
| пародійність                              | О. Ірванець |
| передпостмодерні явища                    | В. Діброва, Б. Жолдак, Л. Подерв'янський, Ю. Винничук |
| порно-еротицизм                           | Ю. Винничук, Ю. Покальчук |
| постмодернізм                             | Ю. Андрухович, Ю. Іздрик, Т. Прохасько, Богдан-Олег Горобчук, Лесик Панасюк, Д. Гладун, М. Лаюк, М. Жаржайло, Заза Пауалішвілі, О. Мимрук                                                                                   |
| рокова ритміка                            | В. Неборак |
| сенсо-фізіологізм                         | В'ячеслав Гук |
| сюрреалізм                                | О. Клименко, Богдан-Олег Горобчук, Лесик Панасюк |
| фемінізм                                  | О. Забужко, Є. Кононенко, Л. Таран, Н. Тубальцева |
| футуризм                                  | С. Жадан О. Коцарев, Л. Якимчук |

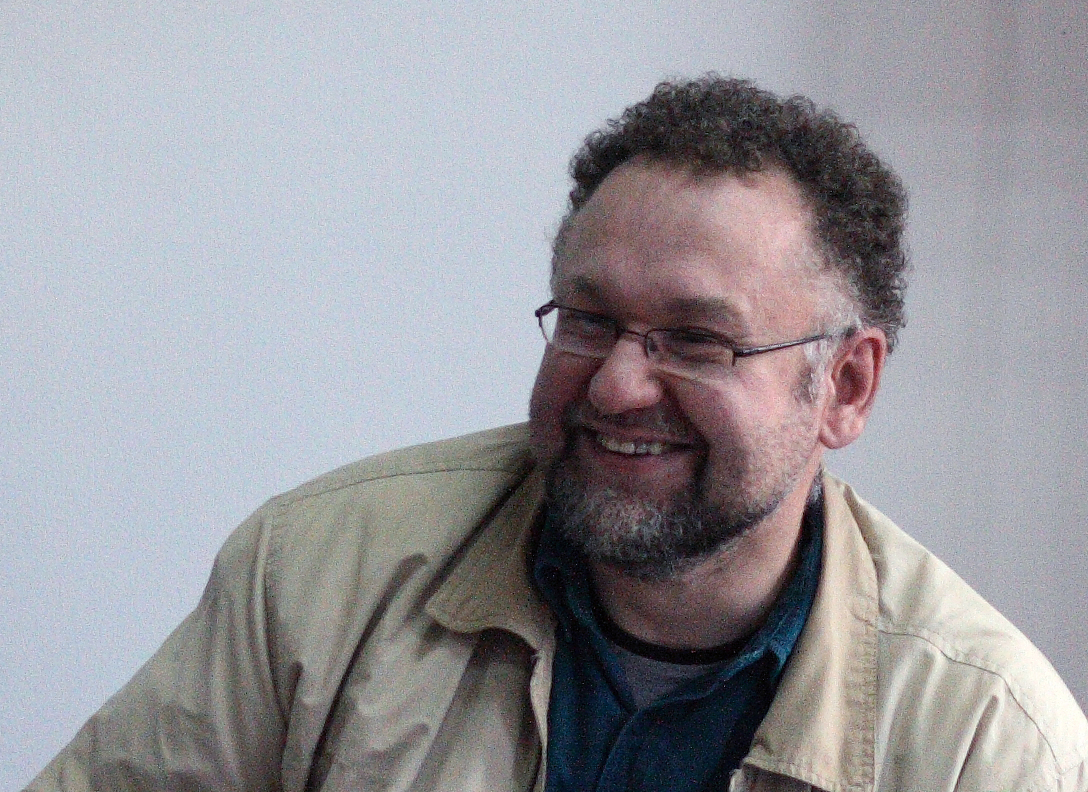
Володимир Єшкілєв, автор «Малої української енциклопедії актуальної літератури».

Володимир Єшкілєв у Малій українській енциклопедії актуальної літератури (1998) визначив у літературному процесі тестаментально-рустикальний, неомодерний та постмодерний дискурси. Р. Харчук запропонувала класифікувати авторів на «західників» (Ю. Андрухович, Ю. Іздрик, В. Єшкілєв) та «ґрунтівців» (В. Медвідь, Є. Пашковський, О. Ульяненко) залежно від їхньої ідейної спрямованості. Подібне розділення «нативістів» та «модернізаторів» зробила і польська дослідниця Оля Гнатюк. Т. Гундорова говорить про три культурно-естетичні напрямки у сучасній українській літературі: неомодернізм (Є. Пашковський, В. Медвідь та К. Москалець), постмодернізм (Ю. Андрухович, Ю. Іздрик, В. Цибулько, Ю. Позаяк) та неопопулізм (наприклад, «Орда» Романа Іваничука, «На брата брат» Юрія Мушкетика, «Загублена душа» Анатолія Дімарова, «Злий дух. Із житієм» Володимира Дрозда). На думку критика Євгена Барана, авторів 1990-х років варто поділяти на «єзуїтів» (Юрій Андрухович, Юрій Іздрик, Микола Рябчук, Володимир Єшкілєв) та національно заангажованих митців (Павло Вольвач, В'ячеслав Медвідь, Євген Пашковський, Степан Процюк, Василь Слапчук).
Володимир Даниленко класифікує сучасних письменників на традиціоналістів та західників. У свою чергу, традиціоналістичну течію він поділяє на неопоганство (Валерій Ілля, Сергій Плачинда, Ярослав Орос) та прихильників старої літературної школи. Представники першої хвилі західництва: Василь Голобородько, Микола Воробйов, Віктор Кордун, Надія Кир'ян, Михайло Саченко, Анатолій Сірик, Станіслав Вишенський; друга хвиля західництва: Микола Рябчук, Соломія Павличко, Максим Стріха, Володимир Діброва, Олег Лишега, Юрій Андрухович. Організаційним центром та друкованим виданням традиціоналістів є Національна спілка письменників України та газета «Літературна Україна», а західників — Асоціація українських письменників та часопис «Критика». Представники обох напрямків ідеологічно ворогують між собою, не читаючи та не цитуючи творів один одного. Неотрадиціоналісти (В'ячеслав Медвідь та Євген Пашковський) об'єднують українське патріархальне письмо із західними стилістичними прийомами.

### Регіональні особливості

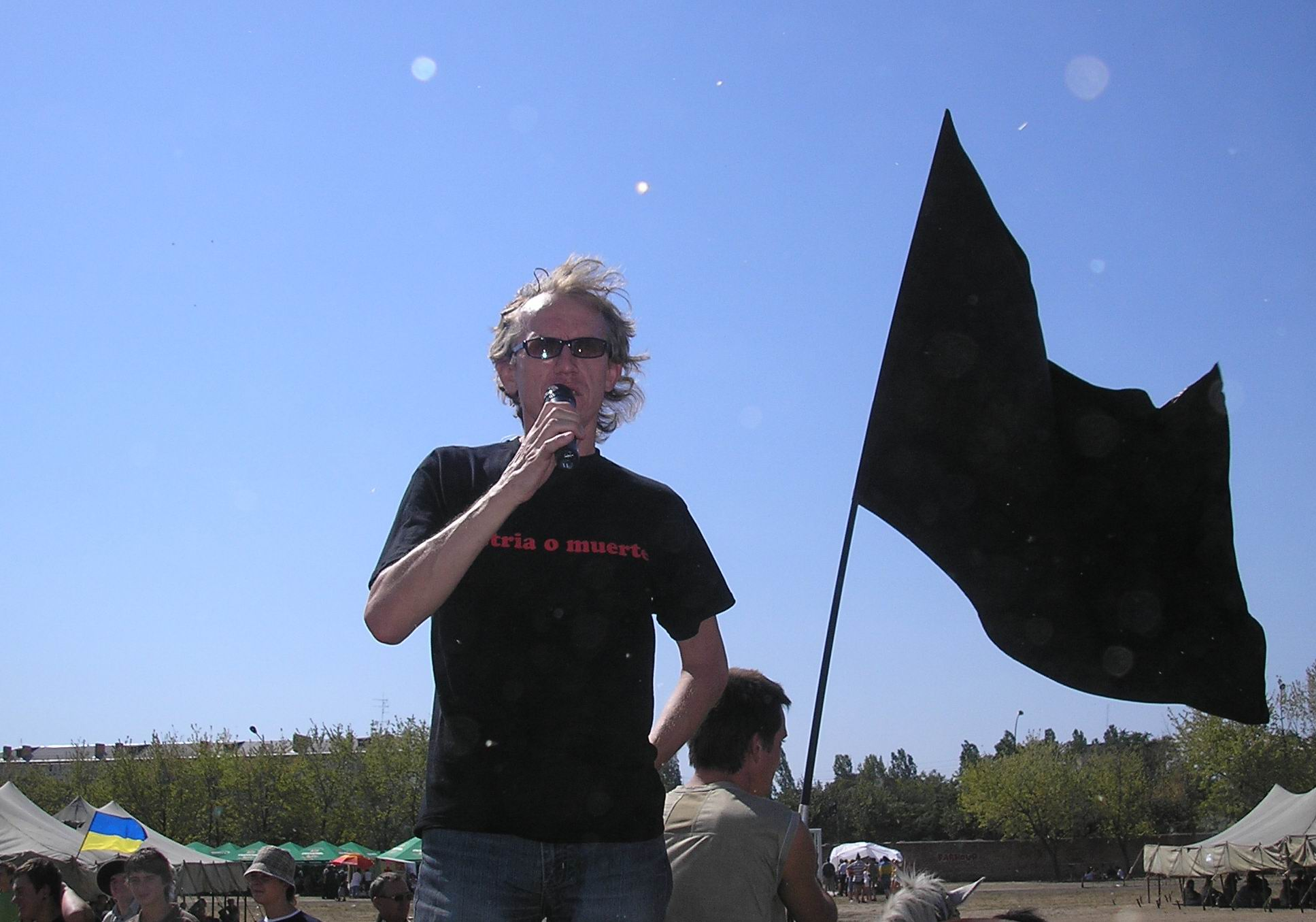
Письменник та критик з Донецька Олег Соловей на Махнофесті.

На основі стилістичних та територіальних відмінностей письменників 1980-1990-х років часто розділяють на дві літературні школи. Така класифікація стала часто вживатися після публікації антології житомирських авторів «Вечеря на дванадцять персон» (1997).
«Житомирська» (за В. Даниленком), або «київсько-житомирська» (за Н. Білоцерківець) школа включає таких авторів, як В. Медвідь, Є. Пашковський, М. Закусило, Ю. Гудзь, В. Даниленко та Сергій Квіт. Попередниками житомирської школи В. Даниленко назвав Валерія Шевчука, Євгена Концевича та Бориса Тена. Для представників цієї школи характерні критика постмодернізму та наголошення на відповідальності письменника перед своїм народом.
«Галицька» (за В. Даниленком), або «галицько-станіславська» (за Н. Білоцерківець) школа об'єднує таких письменників, як Ю. Андрухович, Ю. Винничук, Ю. Іздрик та Т. Прохасько. Ці автори приймали постмодернізм, західні впливи та заперечували громадянську роль письменника.
На думку І. Бондаря-Терещенка, варто також виділити східноукраїнську школу, представлену С. Жаданом, О. Солов'єм, А. Білою та О. Ушкаловим та самим І. Бондарем-Терещенком. Особливістю сучасної літератури зі сходу України є те, що автори пишуть українською, проживаючи часто у здебільшого російськомовних містах.

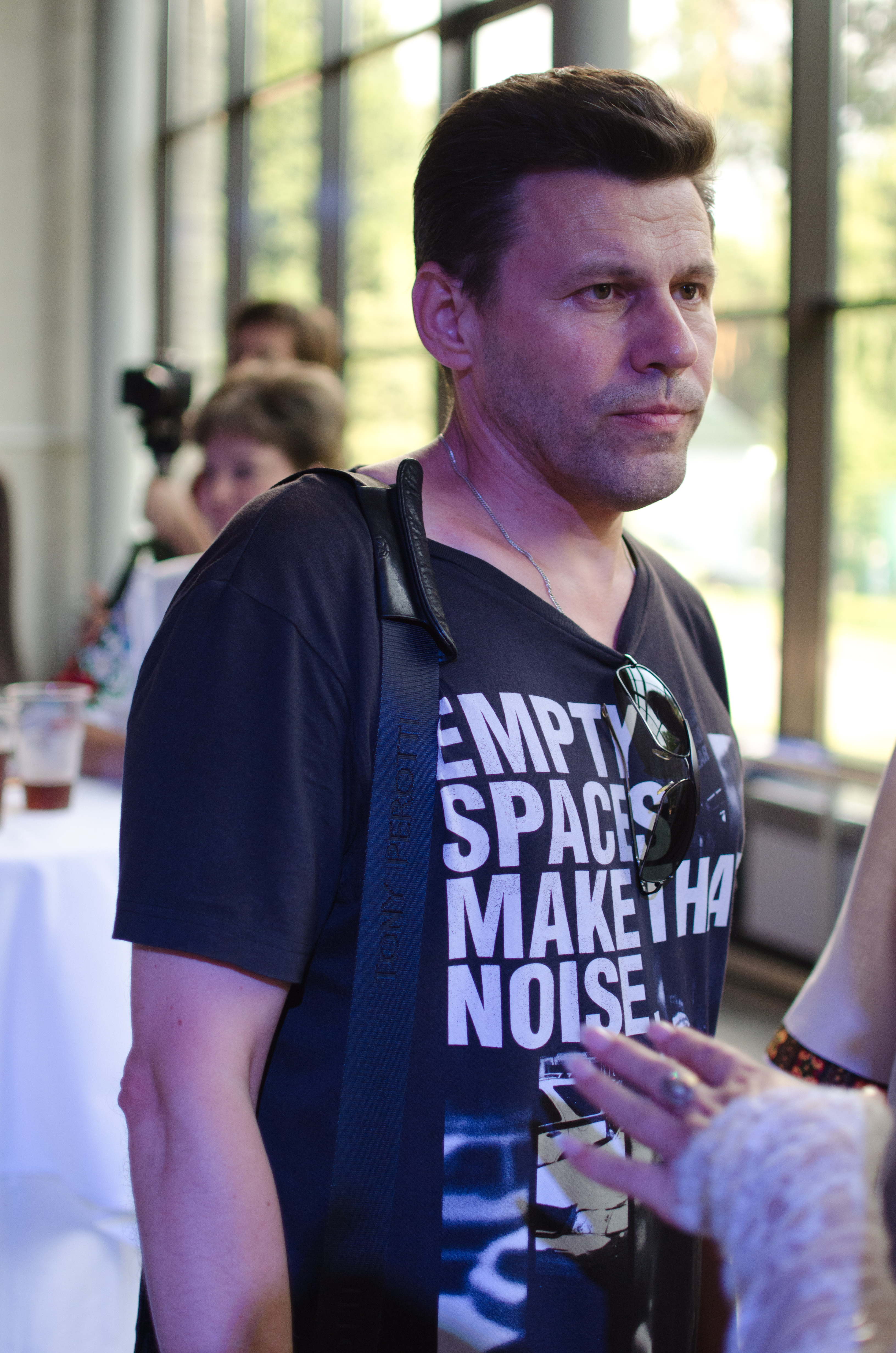
Павло Вольвач, автор роману «Кляса» (2003).

На думку В. Даниленка, українська література існує за горизонтальною моделлю, тобто роль столиці не є визначально важливою для успіху письменника. Це видно, зокрема, з того, що деякі найвідоміші українські письменники, такі як Юрій Андрухович, Тарас Прохасько, Юрій Іздрик та Сергій Жадан походять не з Києва і не проживають у ньому.
В 2000-ні роки вийшло декілька антологій, в яких сучасні автори представлені за регіоном:
- Запоріжжя та Дніпропетровськ: «Гімн очеретяних хлопчиків» (2011), «Січовий Парнас: антологія: поетичні твори вихованців Запорізького державного університету» (2000)
- Івано-Франківськ: «Дайте! Нобелівську премію українським письменникам! Антологія літературної студії „Нобель“» (2012)
- Львів: ЛяЛяк (Львівська Літературна Криївка) (2010)
- Полтавщина: «Калинове гроно: Антологія літераторів Полтавщини часу незалежності України» (2010)
- Степовий регіон: «Степ. Step» (2012)
- Тернопільщина: «Літературне Тернопілля 1984—2007: антологія» (2007)
- Харків: «Два міста: Антологія харківської поезії» (2000), «Харків Forever: Антологія молодої поезії» (2004), «Готелі Харкова: Антологія нової харківської літератури» (2008), «Харківська Барикада № 2: антологія сучасної літератури» (2008)
- Чернігівщина: «Чернігівський шлях: антологія прози сьогоднішньої Чернігівщини» (2004)

### Літературні угруповання та середовища

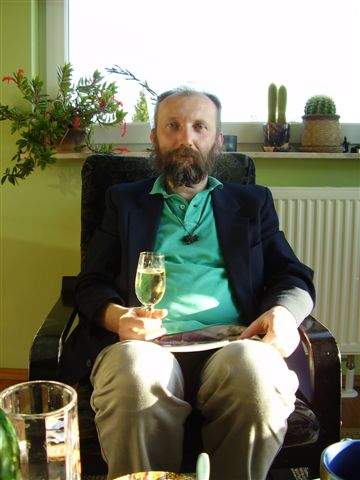
Член угруповання Лугосад поет Назар Гончар.

Письменники 1990-х та 2000-х років належали до численних літературних груп в різних містах та регіонах України:
- Бахмач: ДАК
- Донецьк: OST, ХаДЛА
- Житомир: Неабищо, Оксія, ВбитиСало
- Івано-Франківськ: Нова деґенерація
- Київ: Пропала грамота, Музейний провулок, 8, Геракліт, Цілодобово!
- Котовськ: Гурт поетів-втікачів «Кульгаве Число»
- Луганськ: СТАН
- Львів: Лугосад, Бу-Ба-Бу, Нечувані, ММЮННА ТУГА
- Ніжин: Друзі Еліота
- Тернопіль: Західний вітер, Літературна студія «87»
- Харків: Червона Фіра, ХаДЛА
- Ужгород: Неформальне літературне об'єднання «Ротонда»

При тому, що наприкінці 1980-х та в 1990-х роках існували яскраві та плідні літературні групи (Лугосад, Бу-Ба-Бу, Нова деґенерація), письменники молодшого покоління надають перевагу індивідуальній творчості.
Активними сучасними літературними середовищами в Україні є київське видавництво «Смолоскип», львівське мистецьке об'єднання «Дзиґа», а також літературний клуб «Маруся», який є організатором Центру літературної освіти.

### Зв'язок з українською еміграцією
Деякі помітні сучасні українські письменники надають перевагу проживанню за кордоном, але продовжують писати українською мовою: Юрій Тарнавський, Василь Махно, Володимир Діброва, Оксана Луцишина, Марія Шунь, Дана Рудик, Тарас Девдюк, Тетяна Мельник, Володимир Олейко. Марія Шунь, яка проживає в Нью-Йорку, впорядкувала кілька поетичних антологій сучасних українських авторів («ЛітПошта» (2009), «ЛяЛяК» (2010), «СТЕП. STEP.» (2012)) та письменників діаспори («Аз, два три… дванадцять — лист у пляшці» (2010)). Книги українсько-литовського письменника Ярослава Мельника, який мешкає в Литві та Франції і пише українською та литовською мовами, номінувалися на численні літературні нагороди обох країн. Народжений в еміграції письменник Тарас Мурашко пише українською та словацькою мовами. Англомовні твори Юрія Тарнавського одержали схвальні оцінки критики. 2013 року німецькомовна письменниця з Києва Катя Петровська стала лауреатом премії імені Інґеборґ Бахман за роман «Можливо Естер».
Марко Роберт Стех разом з Адріяном Івахівом, Нестором Микитином та Романом Ващуком, членами театральної групи АУТ (Аванґардний український театр, Торонто), був одним із засновників новаторського журналу «Термінус», що виходив у 1986–1989 роках і вплинув на тогочасний український літературний андерграунд.
Драматичні твори в еміграції пишуть Юрій Тарнавський, Богдан Бойчук, Ірена Коваль, Ігор Афанасьєв, Максим Курочкін.

### Зв'язок з іншомовними письменниками України

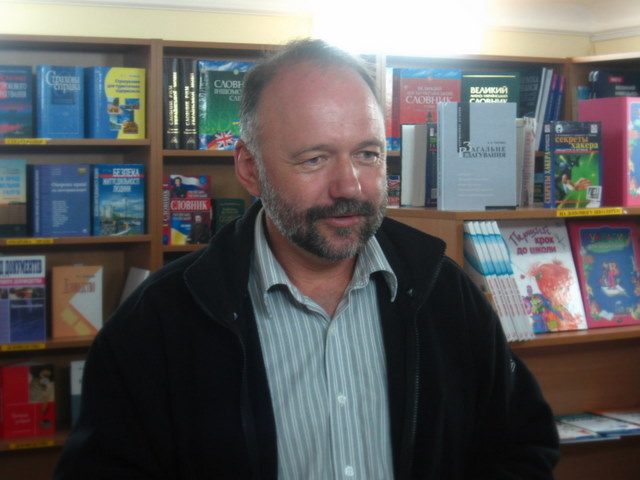
Андрій Курков — один з найвідоміших сучасних російськомовних письменників України.

Значна частина сучасних письменників України пише мовами національних меншин, зокрема до повномасштабного вторгнення 24.02.2022 - російською мовою. Російськомовний поет Олександр Кабанов був головним редактором культурного журналу та порталу «ШО», який публікував російсько- та україномовні тексти, а також і організатором міжнародного фестивалю поезії «Київські лаври». Інші сучасні російськомовні поети: Борис Херсонський, Андрій Поляков та Ігор Померанцев після вторгнення 2014 перейшли на українську мову.
Твори російськомовного українського письменника Андрія Куркова перекладені багатьма мовами та відомі в Європі. Курков виступає від імені України і саме як український письменник. Колись російськомовні прозаїки Олексій Нікітін, Володимир Рафієнко та Андрій Краснящих після 2014 року перейшли на творчий процес виключно державною мовою.
Деякі автори, такі як Яна Дубинянська, Наталія Бельченко, Дмитро Лазуткін та Еліна Свенцицька до 24.02.2022 подекуди писали українською та російською мовами.
Декілька авторів (Лесь Подерв'янський, Богдан Жолдак, Михайло Бриних) канонізували суржик як невідʼємну частину живої мови та її процесів.
Українські письменники пов'язані з кримськотатарськими передовсім через спільні видавничі та перекладацькі проєкти.

## Поезія

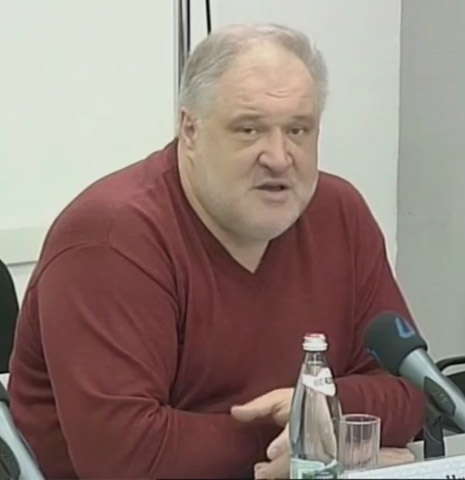
Поет-постмодерніст Володимир Цибулько.

Порівняно з класичною та радянською українською літературою сучасні поети відчутно частіше використовують верлібр, ніж традиційне силабо-тонічне віршування. Для сучасної української поезії характерні ігрові експерименти з мовою. Так, Володимир Цибулько у своїх віршах змінює граматику та синтаксис.
Поезія від середини 1980-х до середини 1990-х років позначена великим інтересом до бароко. Зокрема необарокові елементи характерні для поетичних груп Бу-Ба-Бу, ЛуГоСад та Пропала грамота, а також для поетів-паліндромістів Миколи Мірошниченка та Анатолія Моїсеєнка.
Серед значних поетичних книг кінця вісімдесятих — початку дев'яностих років: «Пора косовиці» (1990) Івана Низового, «Ікар на метеликових крилах» (1990) Василя Голобородька, «Прогулянка одинцем» (1990) Миколи Воробйова та «Диригент останньої свічки» (1990) Оксани Забужко. Поезія 1990-х років перебувала під впливом американських поетів-бітників, зокрема Юрій Андрухович у передмові до перекладеної ним антології поезії бітників говорить про паралель між звільненням від впливу британської літературної традиції в США в 1950-ті роки і звільненням від російського впливу в українській поезії 1990-х років.
Сергій Жадан став найвпливовішим поетом в сучасній українській літературі. Покоління поетів після нього деякі критики навіть називають «піджаданниками».
Стилістично сучасна українська поезія дуже різноманітна. В жанрі фонетичної поезії пишуть такі автори, як Юрій Завадський, Андрій Антоновський, а в жанрі зорової поезії — Микола Мірошниченко, Мирослав Король, Віктор Женченко, Микола Сорока, Іван Іов, Василь Трубай, Микола Луговик.
В 1990-ті роки популярності набули гумористичні лімерики Юрка Позяка, представника угруповання «Пропала грамота», зокрема його книга вибраного «Шедеври» (1997). Чорним гумором відмічені вірші Юрія Луканова. Іронічна поезія характерна для групи Бу-Ба-Бу, особливо Олександра Ірванця, а також для Віри Балдинюк, Віктора Шушпана, Юрія Заруцького, Володимира Цибулька та Ігоря Бондаря-Терещенка. Сатиричну поезію пишуть Андрій Панчишин, Юрко Космина, Тризубий Стас, Ігор Жук, Едуард Драч, В'ячеслав Шнайдер, Костянтин Гулюк, Дмитро Лазуткін, Юрій Луканов, Артем Полежака.
В 1990-2000-ні роки з'явилися слеми — змагання поетів у читанні віршів.
До наймолодших поетів, що дебютували в 2000-2010-ті роки, належать: Дмитро Лазуткін, Олег Коцарев, Павло Коробчук, Богдан-Олег Горобчук, Богдана Матіяш, Ірина Шувалова, Борис Костиря, Андрій Любка, Степан Дупляк, Олена Герасим'юк, Люба Якимчук, Наталія Калиновська, Лесь Белей, Григорій Семенчук, Мирослав Лаюк, Лесик Панасюк, Дарина Гладун, Олександр Авербух. Сама поезія, із врахуванням соціокультурного контексту 2000-х років, зазнає суттєвих трансформацій, змінюючи традиційний від пізнього романтизму та раннього модернізму орієнтир із ліричного «Я» в сторону конструювання масової аудиторії. Повість волинського поета Гея Василя "Що крає у краї туман?", видана 2010 року.

### Мультимедіа та вірші, покладені на музику

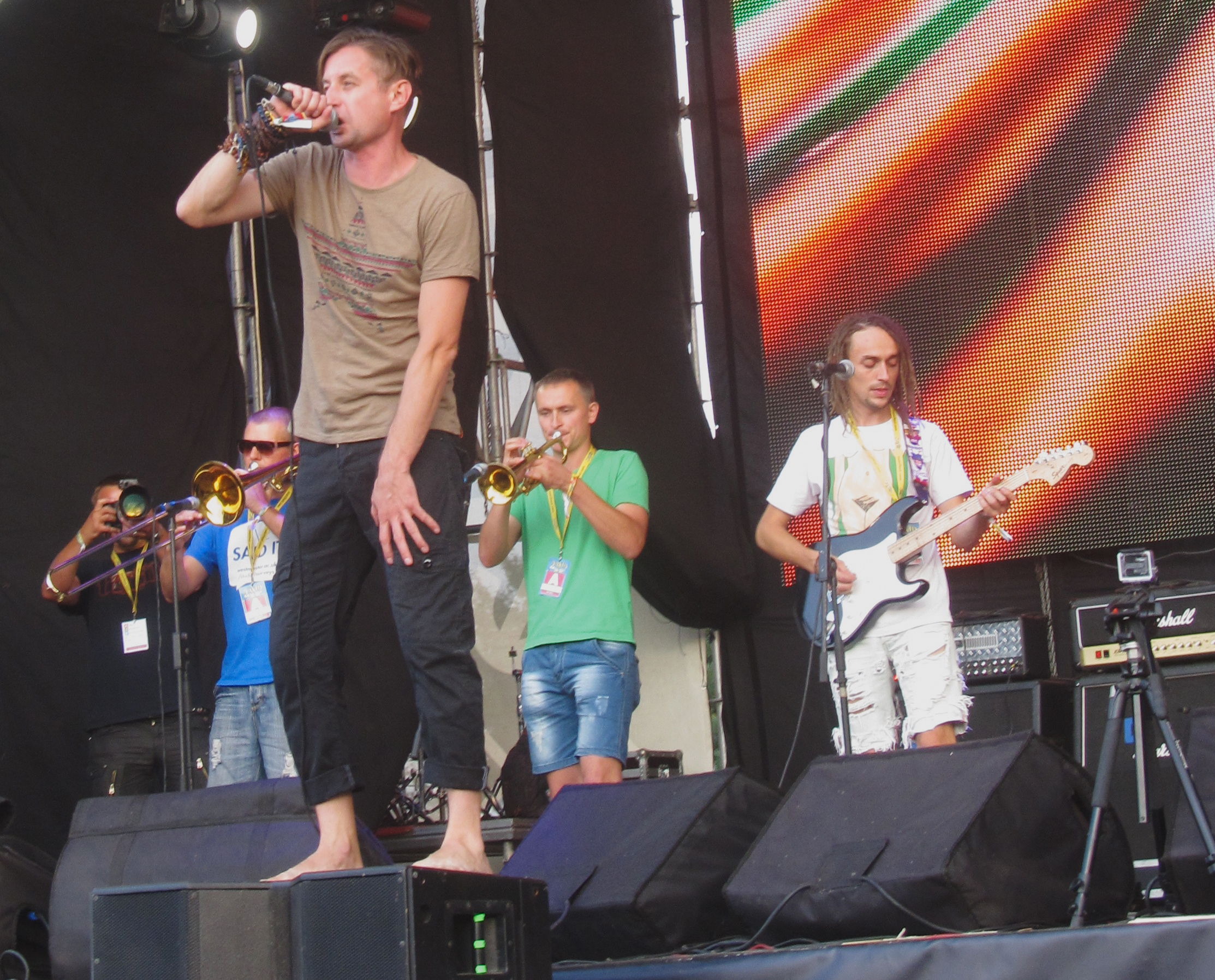
Виступ Сергія Жадана з гуртом «Собаки в Космосі», 2013.

Однією з особливостей творчості українських поетів 1990-х та 2000-х є застосування мультимедіа та перформансів. Одними із перших авторів, хто вдався до музичного супроводу своїх текстів були Віктор Неборак (альбом «Неборок», 1995 р.) та Юрій Покальчук з гуртом Вогні великого міста. Юрій Андрухович виконував свої вірші разом з гуртом Karbido, а Сергій Жадан — разом з гуртом Собаки в Космосі. Юрій Андрухович використовує також елементи відео у своїх мультимедійних виставах («Самогон. Цинамон. Абсент»). Катерина Бабкіна займається відеопоезією. В музичних проєктах беруть участь також прозаїки: Ірена Карпа з гуртом Quarpa, Юрій Іздрик з Drum-театром. Учасники НЛО «Ротонда» експериментували на 4 проєктах поезо-живопис-музики «Екле» залучаючи й інших поетів. Має свій музично-поетичний проєкт Любов Якимчук, яка виступає в дуеті з відомим імпровізуючим контрабасистом Марком Токарем.
Вірші багатьох сучасних поетів покладено на музику. Найвідомішою є пісня «Вона» гурту Плач Єремії на слова Костянтина Москальця. Цей самий гурт написав пісню «Сервус, пане Воргол» на слова Петра Мідянки.
Гурт Мертвий Півень виконував численні пісні на слова сучасних українських поетів (Наталка Білоцерківець, Олег Лишега, Віктор Неборак, Олександр Ірванець, Юрій Андрухович, Юрко Позаяк, Сергій Жадан). Тексти Сергія Жадана використовували для своїх пісень такі гурти, як «Lюк», «Калєкція», «Собаки в Космосі» та «Оркестр Че». 2009 року гурт «Вертеп» випустив альбом «Віршоспіви» на слова сучасних українських поетів. На вірші поетки Люби Якимчук було створено фріджазовий музичний проєкт «Афродіта». Христина Халімонова виконує частину власних пісень на вірші Зази Пауалішвілі.

## Проза

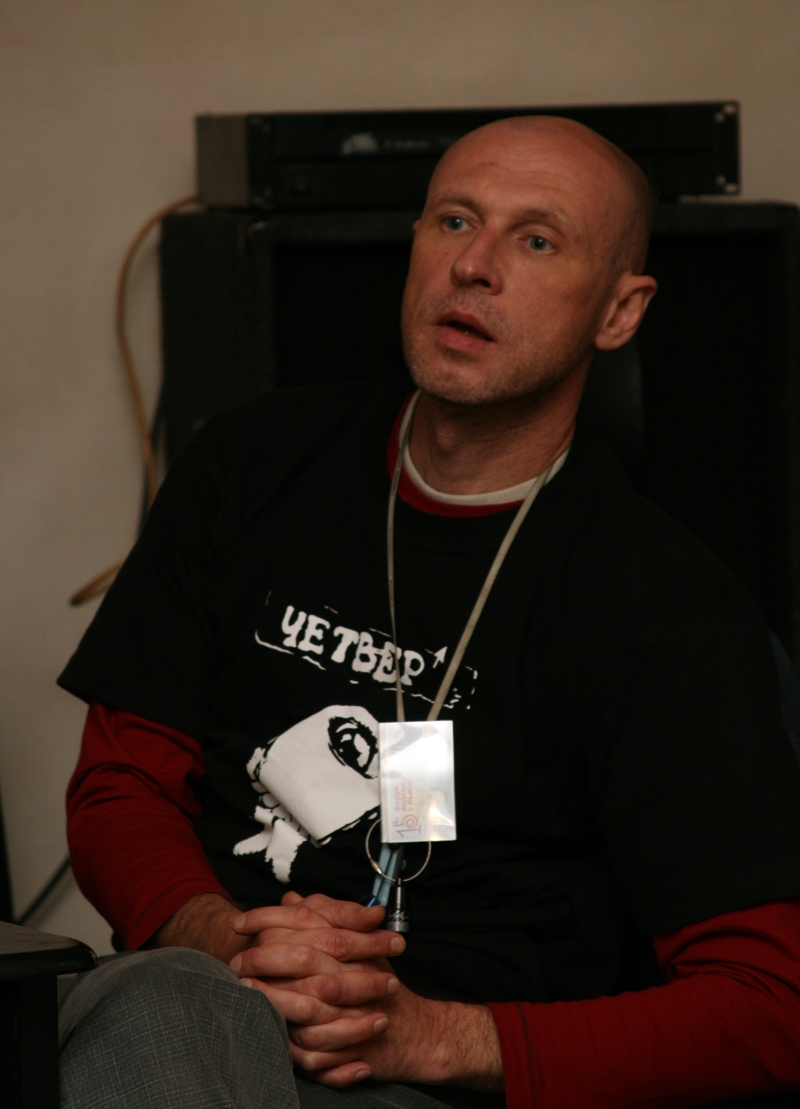
Автор роману «Воццек & воццекургія» Юрій Іздрик.

Кілька сучасних українських прозаїків дебютували спершу як поети: Оксана Забужко, Юрій Андрухович, Марія Матіос, Степан Процюк, Сергій Жадан, В'ячеслав Гук, Павло Вольвач.
Особливістю післярадянської української прози є її інтертекстуальність, тобто автори посилаються у своїх творах на тексти своїх сучасників чи навіть свої власні, тим самим створюючи своєрідний альтернативний канон сучасної української літератури. Такі взаємні посилання особливо характерні для текстів Костянтина Москальця, Юрія Андруховича та Юрія Іздрика.
Однією з найважливіших тем сучасної української прози стала доля українського інтелектуала, роль якого в суспільстві незалежної України значно змінилася в порівнянні з СРСР. Українські інтелектуали ідентифікували себе значною мірою з традицією андерграундних пізньорадянських письменників на відміну від соціально заангажованих шістдесятників чи антирадянських дисидентів. Новими типами інтелектуала, описаними в творах багатьох прозаїків (В. Діброва, Ю. Іздрик, К. Москалець, О. Забужко, Ю. Андрухович, Є. Кононенко, Ю. Ґудзь), стали «артистичний перформер», «посол на Заході» та «хвора душа». Часто героями сучасних творів стають «лузери», в сенсі соціального аутсайдерства та нонконформізму.
Знаменною подією в українському літературному житті була публікація роману Оксани Забужко «Польові дослідження з українського сексу» (1996), який став бестселером та витримав десять перевидань. Також в 1990-ті роки було видано важливі романи Юрія Андруховича «Рекреації» (1992), «Московіада» (1993), «Перверзія» (1996) та Юрія Іздрика «Воццек & воццекургія» (1997). Серед романів представників «житомирської» літературної школи можна відзначити твори «Безодня» (1992) Євгена Пашковського та «Не-ми» (1998) Юрія Ґудзя.
Помітними романами двотисячних років стали: «НепрОсті» (2002) Тараса Прохаська, «Кляса» (2003) Павла Вольвача, «Тема для медитації» (2004) Леоніда Коновича, «Музей покинутих секретів» (2009) Оксани Забужко, «Троянда ритуального болю» Степана Процюка (2010), "Місто з химерами" Олеся Ільченка, «Ворошиловград» (2010) Сергія Жадана, «Століття Якова» (2010) Володимира Лиса, «Танґо смерті» (2012) Юрія Винничука, «Фелікс Австрія» (2014) Софії Андрухович.
Авторка монографії «Сучасна українська проза» Роксана Харчук називає наступні десять романів найзначнішими за останні десятиліття: «Око прірви» (1996) В. Шевчука, «Московіада» (1992) Ю. Андруховича, «Воццек» (1997) Ю. Іздрика, «Щоденний жезл» (1999) Є. Пашковського, «Сталінка» (1994) О. Ульяненка, «Польові дослідження з українського сексу» (1996) О. Забужко, «Інфекція» (2002) С. Процюка, «Депеш Мод» (2004) С. Жадана, «Згори вниз» (2006) Т. Малярчук, «Перламутрове порно: Супермаркет самотності» (2005) І. Карпи.

## Драматургія

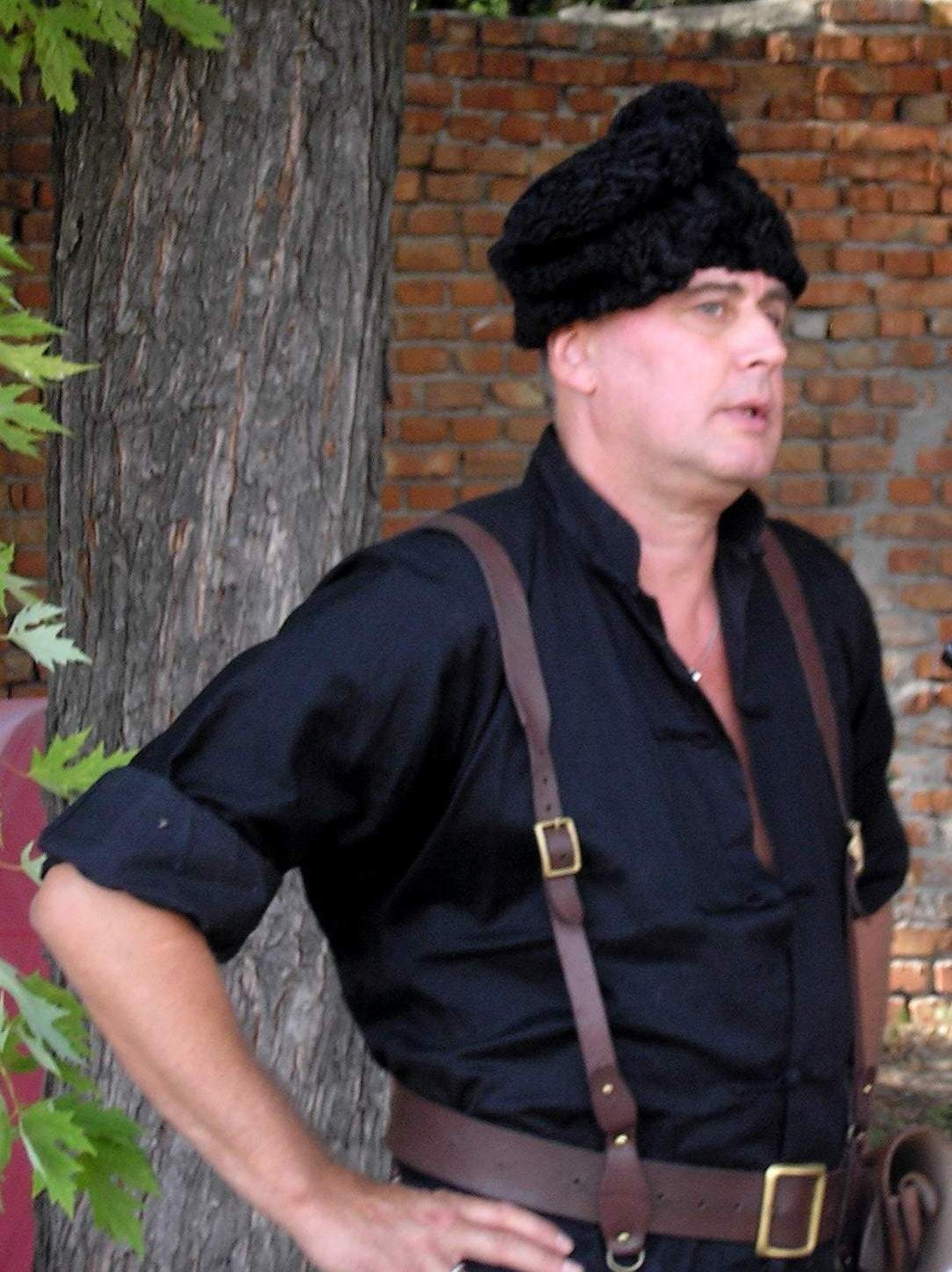
Лесь Подерв'янський, автор сатиричних п'єс.

Активні сучасні драматурги: Наталя Ворожбит, Неда Неждана, Павло Ар'є, Олена Клименко, Олег Миколайчук-Низовець, Сергій Щученко, Анна Багряна, Артем Вишневський, Ігор Павлюк, Олександра Погребінська, Надія Симчич, Олекса Сліпець, Марина Смілянець, Олександр Гаврош.
Драматурги України об'єднані у дві громадські організації: Гільдію драматургів України та Конфедерацію українських драматургів. Крім того, низку сучасних драматургів об'єднує центр Текст.
Драматургія часто не потрапляє в поле аналізу української літератури критиками прози та поезії. Однією з проблем сучасних драматургів є те, що їхні твори досить рідко ставлять в українських театрах.
Серед відомих сучасних українських п'єс «Дивна і повчальна історія Каспара Гаузера, що була зіграна бродячою трупою італійських акторів у славетному місті Нюрнберзі напередодні Різдва Христового 1836 року» Олени Клименко та «Таїна буття» і «Втеча від реальності» Тетяни Іващенко. Низку сучасних українських п'єс було поставлено за кордоном, наприклад п'єсу Олександра Ірванця «Маленька роль для молодої актриси» було поставлено в Штуттгарті (Німеччина).
П'єси постмодерніста Леся Подерв'янського, які висміювали пострадянські кліше, були дуже популярними для читання та в аудіозаписах в 1990-ті роки.
Від 2010 року у Львові проводять фестиваль сучасної драматургії Драма.UA.
З 2011 року у Києві проводять міжнародний фестиваль Тиждень актуальної п'єси.
П'єса «Деталізація» харківського драматурга Дмитра Тернового у 2013 році перемогла в австрійському конкурсі драматургів «Говорити про кордони».

## Екранізація творів та кіносценарії
Низку творів сучасних письменників було екранізовано: «Кисневий голод» (1992, режисер Андрій Дончик) за оповіданнями Юрія Андруховича, «Партитура на могильному камені» (1995, режисер Ярослав Лупій) за оповіданням Олександра Жовни, «Приятель небіжчика» (1997, режисер В'ячеслав Криштофович) за повістю Андрія Куркова, «Хроніки від Фортінбраса» (2001, режисер Оксана Чепелик) за збіркою есеїв Оксани Забужко, «Діви ночі» (2008, режисер Олег Фіалко) за повістю Юрія Винничука, «Ґудзик» (2008, режисер Володимир Тихий) за романом Ірен Роздобудько, «Депеш Мод» (2013, режисер Михайло Лук'яненко) за повістю Сергія Жадана, Крути — символ героїзму юнацтва і нерозважливості державотворців (2016, 112 канал) за нарисом Володимира Чорномора, «Іван Сила» (2013, режисер Віктор Андрієнко) за повістю Олександра Гавроша «Неймовірні пригоди Івана Сили».
Українські письменники часто виступають як сценаристи: Марина та Сергій Дяченки («Украдене щастя»), Люко Дашвар («ЛунаОдесса», «Время — это все») та інші. Олександр Ірванець був сценаристом фільму «Поводир», який номінувався від України на премію Оскар 2014 року. Конкурс Коронація слова щороку надає премії за найкращі кіносценарії.

## Популярна та жанрова література

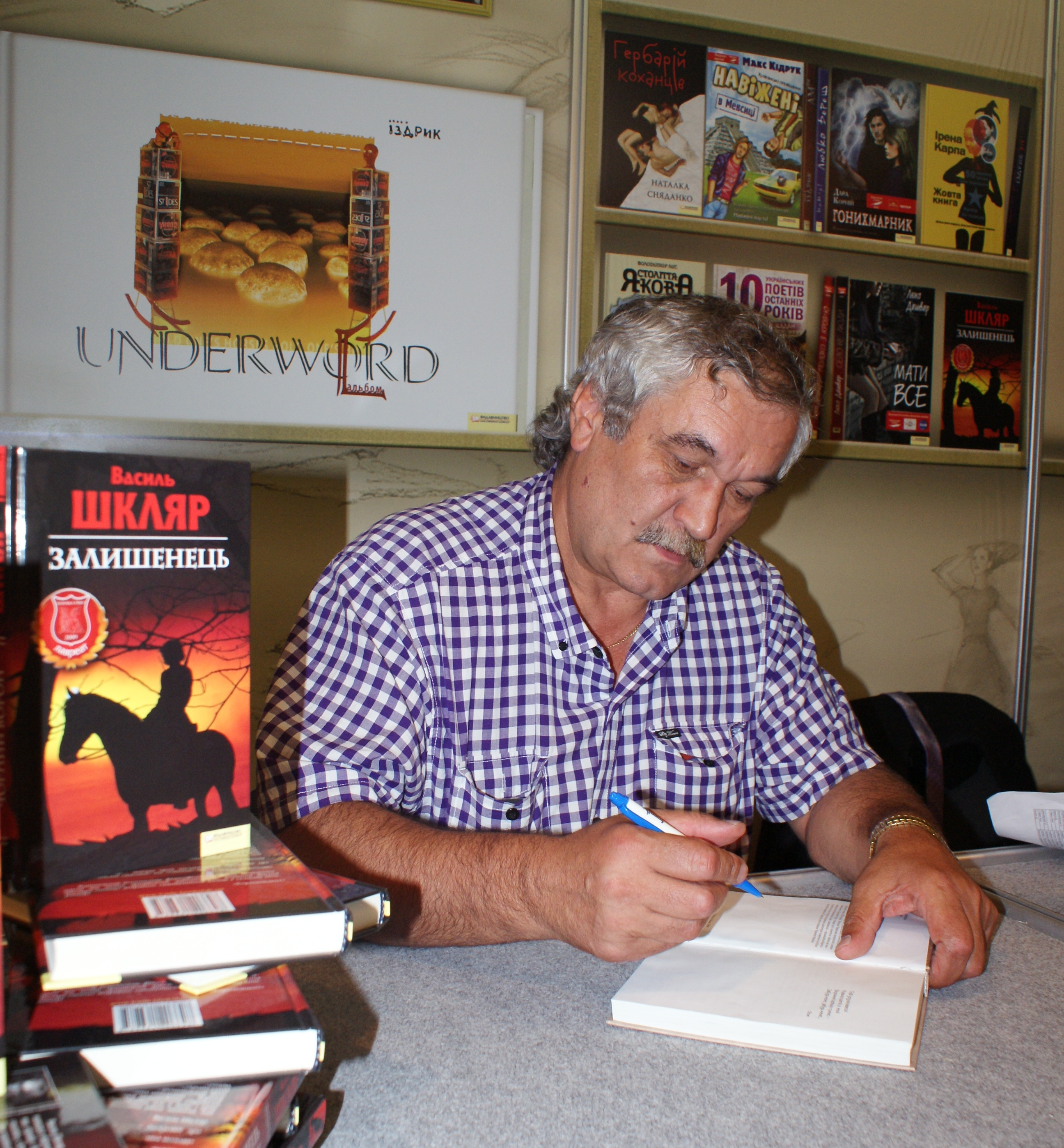
Автор історичних романів-бестселерів Василь Шкляр.

Існує різноманітна жанрова література, написана сучасними українськими авторами.
Популярними авторами в Україні є Люко Дашвар, Марія Матіос, Світлана Пиркало, Любко Дереш, Наталка Сняданко, брати Капранови та інші. Твори Люко Дашвар належать до бестселерів і друкуються стотисячними тиражами при тому, що типові наклади україномовної літератури становлять одну-дві тисячі примірників.
Великої популярності набули драматичні твори Леся Подерв'янського, які відзначаються широким уживанням ненормативної лексики, суржику та написані в гумористично-пародійний спосіб.
Василь Кожелянко є автором романів альтернативної історії, в яких розглядаються вигадані варіанти розвитку історії України. До цього жанру належить також роман Олександра Ірванця «Рівне/Ровно».
Григорій Гусейнов пише художньо-документальні краєзнавчі прозові твори, зокрема відома його десятитомна книга «Господні зерна».
На ниві історичних та детективних романів багатьма преміями було відзначено твори Василя Шкляра. Його містично-детективний роман 1999 року «Ключ» витримав понад 12 видань (станом на 2009 рік) та перекладено кількома мовами. Розголосу також набув історичний роман 2009 року «Залишенець. Чорний ворон», який порушує заборонену та замовчувану за радянських часів тему боротьби українських повстанців проти більшовиків в 1920-х роках. У жанрі історичного роману пишуть, зокрема, такі автори, як Володимир Лис, Ярослава Бакалець, Ярослав Яріш, Юрій Сорока.

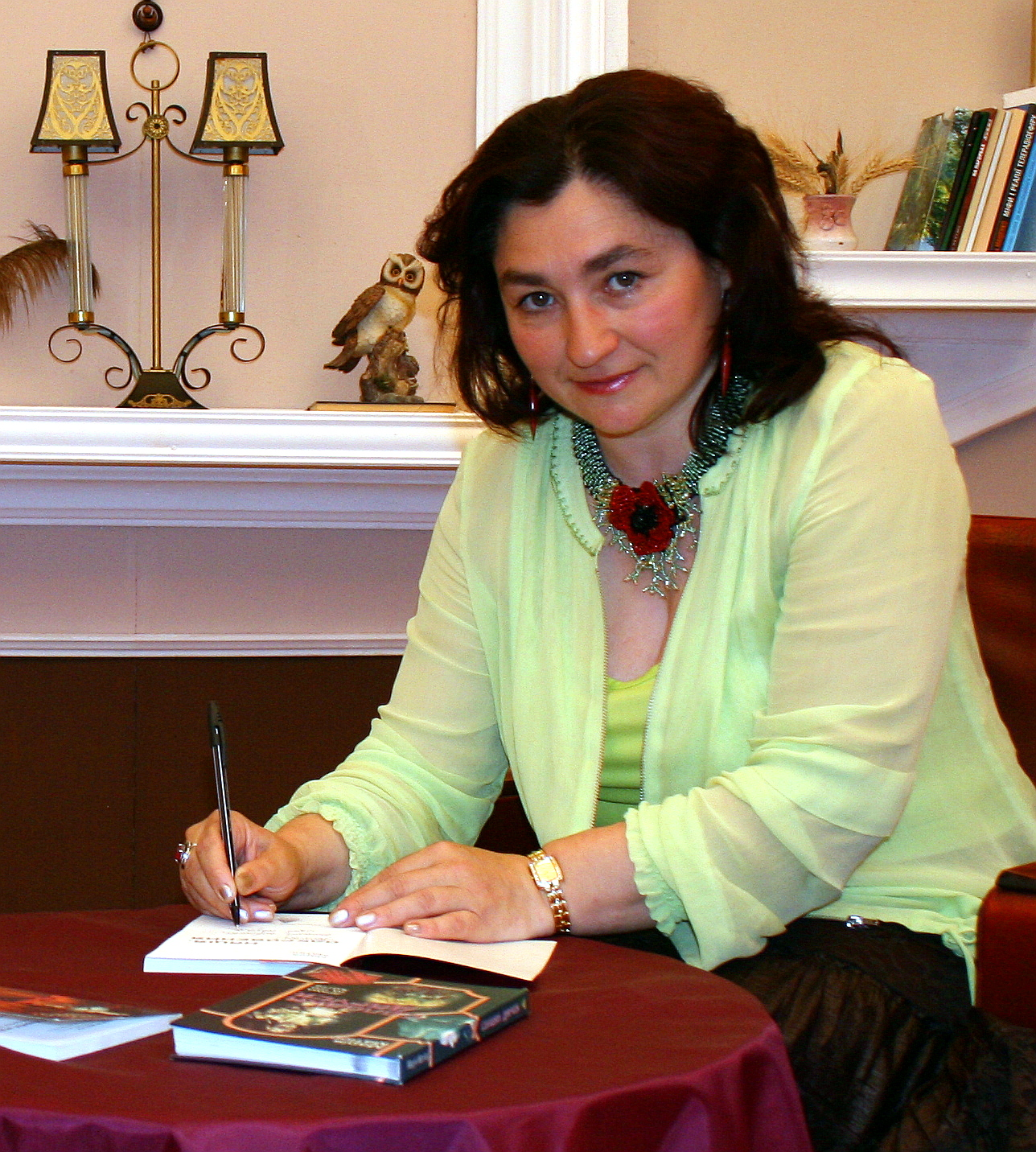
Марія Матіос, авторка роману «Солодка Даруся».

У жанрі фентезі пишуть такі сучасні автори, як Марія Римар, Тетяна Винокурова-Садиченко, Олена Захарченко, Костянтин Матвієнко, Марина Соколян, Тарас Завітайло, Наталя Тисовська та Сергій Батурин. Твори з містичними елементами та складними психологічними сюжетами належать перу Галини Пагутяк, Володимира Єшкілєва та Любка Дереша.
Серед авторів фантастики можна відзначити твори подружжя Марини та Сергія Дяченків, Тимура Литовченка, Олександра Левченка, Яни Дубинянської, Маріанни Малини, Дари Корній.
У жанрі детективу пишуть, зокрема, Леонід Кононович, Василь Шкляр, Ірен Роздобудько, Євгенія Кононенко, Андрій Кокотюха, Алла Сєрова, Олексій Волков, Наталя та Валерій Лапікура, Наталя та Олександр Шевченки та інші.
Автори романів-жахів: Наталка та Сергій Шевченки, Михайло Рошко, Любко Дереш.
Романи-мелодрами пишуть такі автори, як Галина Вдовиченко, Міла Іванцова, Ірен Роздобудько.
У жанрі еротичного роману написані деякі твори Юрія Покальчука, Олеся Ульяненка, Юрія Винничука, Світлани Поваляєвої.
До жанру соціально-психологічної прози відносять твори Марії Матіос, Люко Дашвар, Володимира Лиса, Галини Тарасюк.
Автором першого українського технотрилеру «Бот» у 2012 році став Максим Кідрук, який відомий також як автор пригодницьких романів.

## Література для дітей та юнацтва

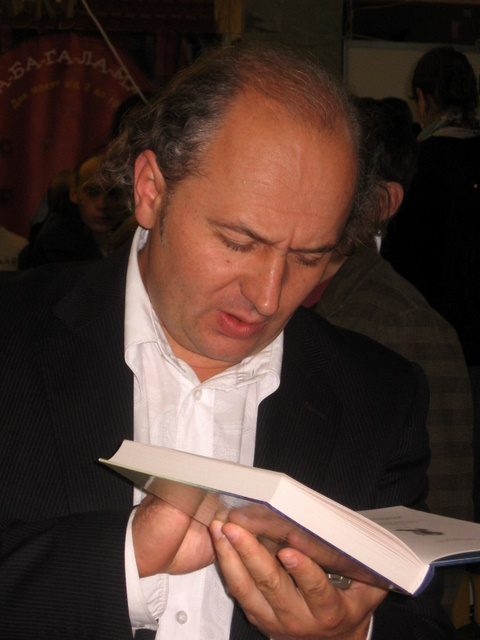
Голова видавництва дитячої літератури «А-ба-ба-га-ла-ма-га» поет Іван Малкович.

## Літературознавство та критика

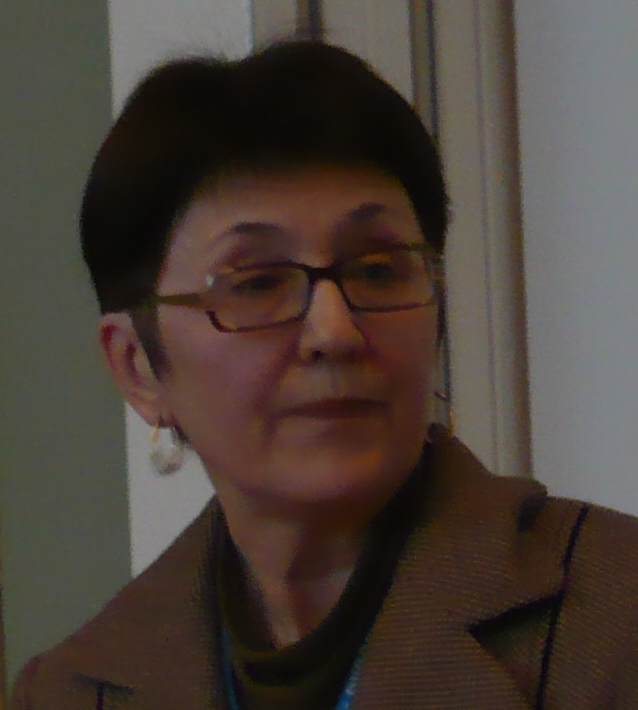
Дослідниця українського постмодернізму Тамара Гундорова.

## Літературні премії та рейтинги

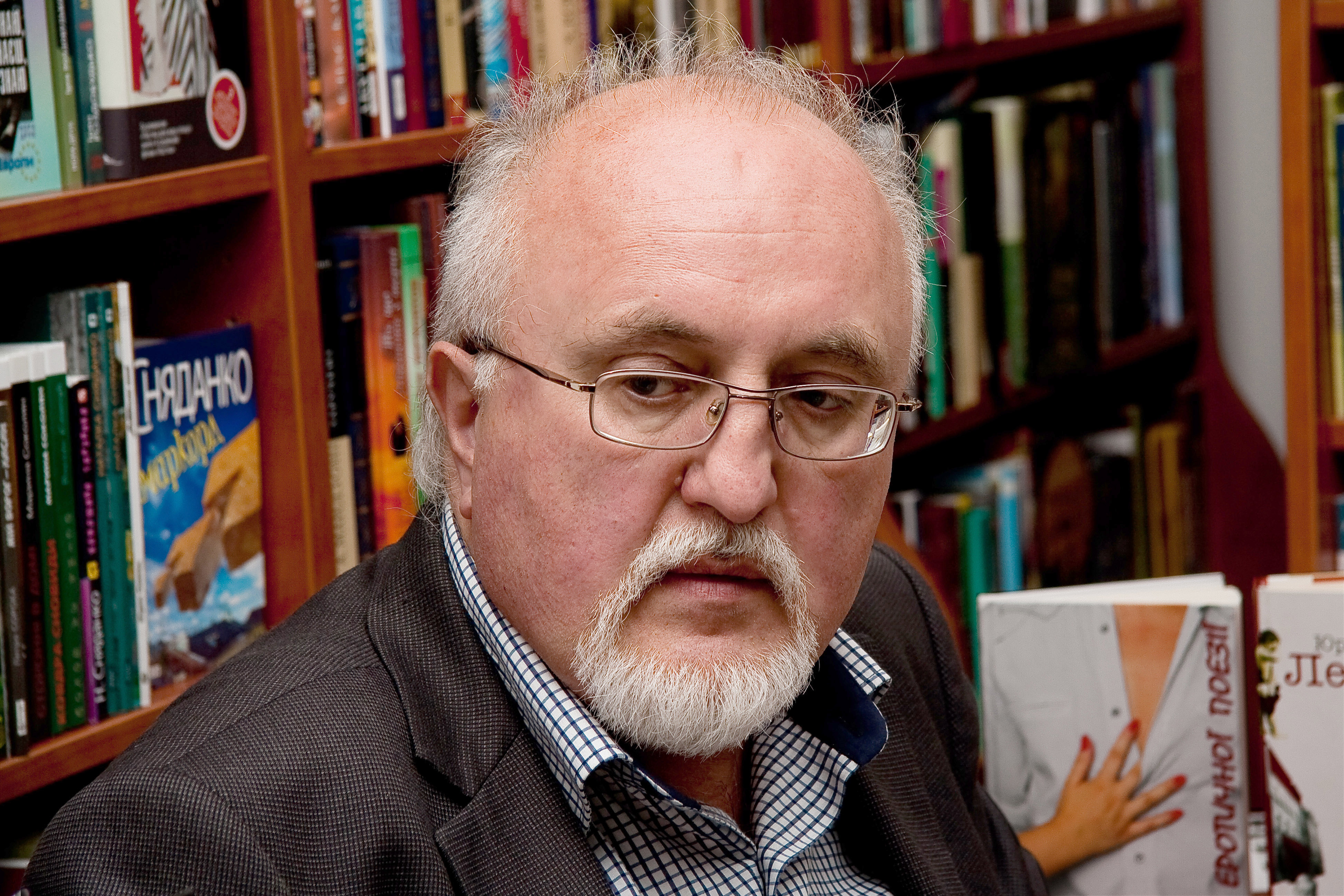
Дворазовий лауреат премії Книга року Бі-Бі-Сі Юрій Винничук.

## Література та політика

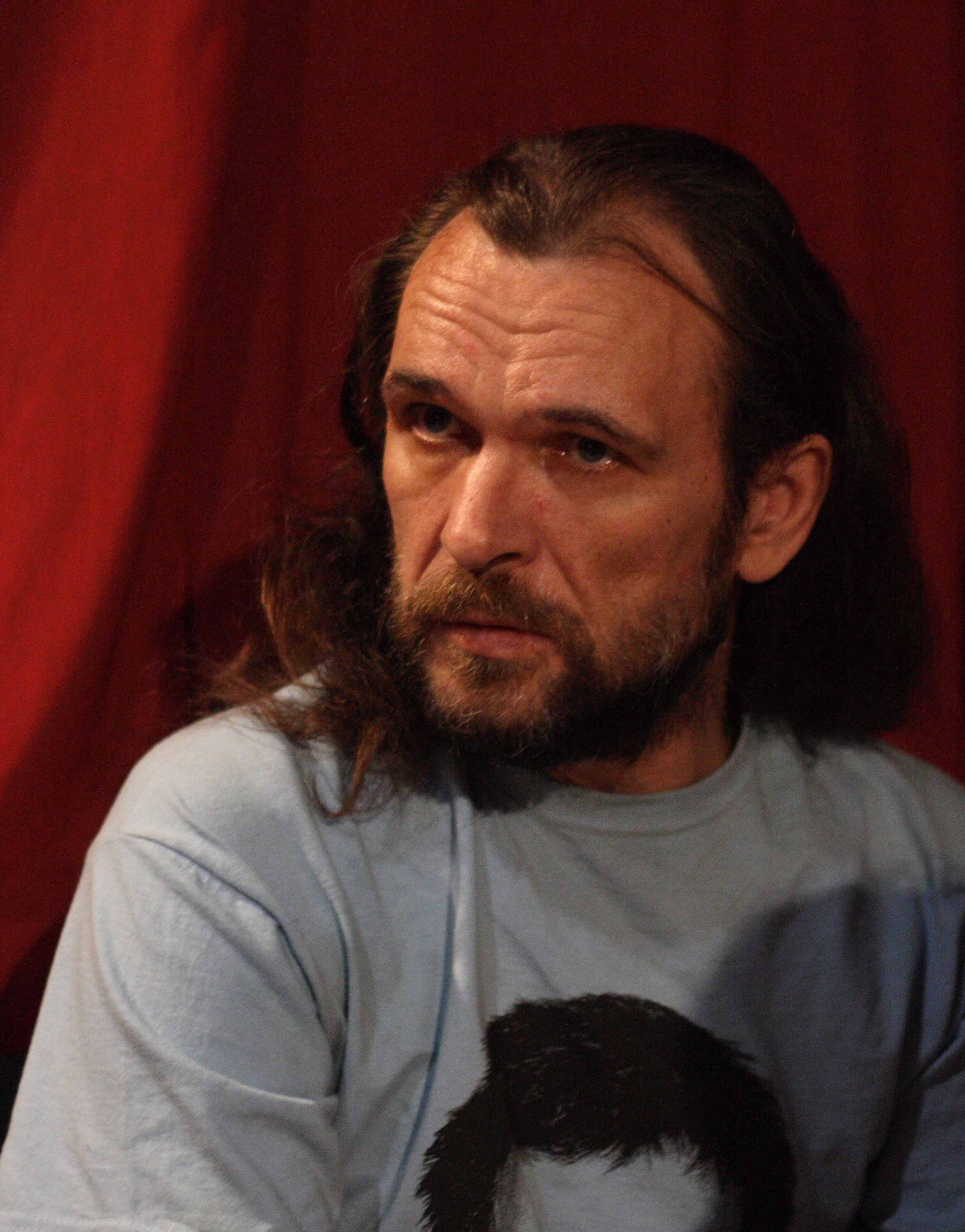
Роман Олеся Ульяненка «Жінка його мрії» було вилучено з обігу за порнографічність.

## Переклади іноземними мовами та сприйняття за кордоном

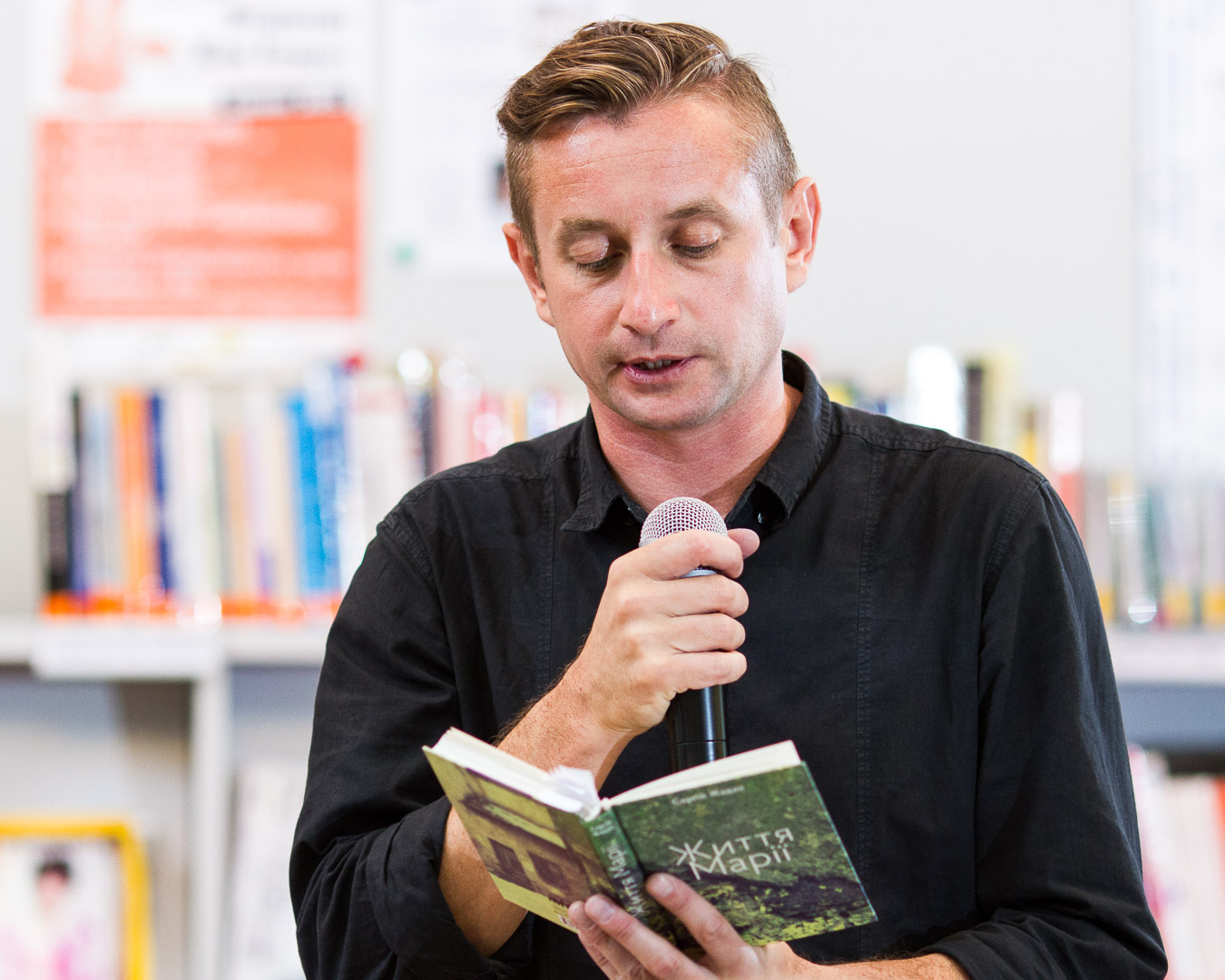
Сергій Жадан, твори якого перекладено численними іноземними мовами.

Лауреат премії британського ПЕН-клубу Ігор Павлюк.